# ノーゲーム・ノーライフ
『ノーゲーム・ノーライフ』（NO GAME NO LIFE）は、榎宮祐による日本のライトノベル。イラストも榎宮自身が手掛けている。MF文庫J（メディアファクトリー→KADOKAWA）より2012年4月から刊行されている。略称は「ノゲ」や「NGNL」、「ノゲラ」、「ノゲノラ」などがある。
「『このライトノベルがすごい!』2013年版」にて作品部門ランキング16位、新作部門2位にランクイン、作品部門ランキングで2014年版10位、2015年版3位、2016年版6位となっている。第2回ラノベ好き書店員大賞にて2位を獲得している。2021年8月時点で電子版を含めた全世界シリーズ累計部数は600万部を突破している。
メディアミックス展開としてコミカライズ版が『月刊コミックアライブ』2013年2月号から同年11月号まで連載され、休載を挟み2017年9月号から同年11月号まで連載された。小説の第2巻と第3巻のエピソードを描く第二章『ノーゲーム・ノーライフ 第二章 東部連合編』が同誌2022年1月号から連載されている。また2013年7月にはアニメ化が発表され、2014年4月より放送されている。日本国外においては、小説が東立出版社（台湾）より、漫画が尖端出版（台湾）よりそれぞれ翻訳版が刊行されている。 2014年12月から漫画と小説、同時にNewPOP Editoraがブラジル版を刊行している。アニメ劇場版がMF文庫J夏の学園祭2016で発表され、2017年7月に公開された。

## 物語
『　』（くうはく）――それはあらゆるゲームで連勝を重ね、チート、アシストツールなどどんな手段を使っても勝てないとされる天才ゲーマーの名前であった。あらゆるゲームで無敗の記録を持つことから一部では都市伝説とされている。
その『　』の正体である空と白はある日、「生まれてくる世界を間違えたと感じたことはないか」と書かれたメールを受け取る。世界を「クソゲー」と呼ぶ『　』の答えを聞いたメールの送り主・テトは『　』を自分の世界へ召喚した。そこは知性ありしと主張する16の種族【十六種族】と世界の絶対法則【十の盟約】の下に、『　』が夢見ていた、この世の全てが単純なゲームで決まる世界――盤上の輪廻（ディスボード）だった。

## 登場人物

### 『　』（くうはく）
「『　』に敗北はない」と「ゲームは始める前に終わっている」が信条であり、あらゆるゲームで無敗を誇り、ツールアシスト、チートを使っても勝てないとされる都市伝説にまでなった最強のゲーマー。
その正体は空と白の2人組の義兄妹。
唯一神テトにゲーム（ネットチェス）で勝ったことによって異世界へと召喚される。
一人では他者とのコミュニケーションがほぼ不可能なほどのコミュ障なので、いつもお互いが認識できる（物理的な）範囲にいる。
280を超えるゲームで頂点に立ったが、『リアル人生ゲーム』と『リアル恋愛ゲーム』の2つだけはルールも理解できずまともにプレイしたことがない。またドラッグオンド○グーンには深甚なトラウマを持っている。一度、ゲームでえげつない手を使い勝利した相手から住所を特定され大急ぎで引っ越した経験もある。また、初期の頃はゲームセンターにクレーンゲームをしに行くなど全く外出をしていなかったわけではない。
既に亡くなっている両親たちにも疎まれていた。
現在はエルキアの国王・女王で人類種（イマニティ）の全権代理者。
ジブリール曰く、“構造上は確かに人類種（イマニティ）”だが、ディスボードの生物なら遍く体内に宿しているはずの精霊が“一切”感知できず、それをもってジブリールは2人を“未知”と定義している。
対神霊種戦の中で、『大戦』を再現した“戦略シミュレーションゲーム”をジブリールに仕掛けられた際、敗者が死ぬルールにされてしまい、誰も死なせないための方法を選んだことで初の敗北を喫している。
文字通りの「世界一のゲーマー」の座をめぐるゲームを唯一神であるテトと行うため、多種族国家の同盟である“エルキア連邦”の形成を行っている。
空（そら）
声 - 松岡禎丞
本作の主人公の一人。本編開始時で18歳、12巻にてディスボード召喚1年を迎え19歳になった。無職・童貞・非モテ・コミュニケーション障害・ゲーム廃人・白の義兄（再婚の父親の連れ子）。
ゲームにおける役割分担は文系分野。歴史や社会、経済、政治、法律（ルール）などの人（意思の介在する存在）に対する分野が得意。そのため、ゲーム理論から修辞学・レトリックなどを駆使し、ひたすら相手を“欺く”ことによって勝利をもたらす。ただし、自分自身に対しては絶対に嘘はつかない。自分自身に才能（強さ）はないため、徹底的に相手を自分の独擅場（底辺）に引き摺り下ろす戦法を磨いた結果として、これらのスキルを身につけた。
駆け引き・読みあい・揺さぶり合いなどの「不確定要素」を見抜くことに非常に長け、その卓越した先読みは、すでに未来予知に近いものとなっている。その上相手のあらゆるイカサマを見切る洞察力もあり、コールドリーディングを得意とする。ただし、不完全な勝利や、相手も楽しめないようなゲームを嫌う傾向にある。
他者の思考を読み取る能力に長けている一方で18年間童貞を続けているだけあって、恋愛に関しては非常に鈍感。
人類は自分を含めて無能だと思っているが、白に出会い、人類の中に存在する“天才”の可能性を信じられるようになった。
白と離れることができず、趣味と実益を兼ねて全年齢と18禁の境目を模索中。また童貞ではあるが、海棲種の女王が空の毛髪を元に勝手に作成した娘がいる。
『このライトノベルがすごい!』男性キャラクター部門では2015年版・2016年版で共に6位、2017年版で9位、2018年版で6位を獲得。
白（しろ）
声 - 茅野愛衣
本作の主人公の一人。本編開始時で11歳、12巻にてディスボード召喚1年を迎え12歳になった。不登校・友達なし・いじめられっ子・対人恐怖症・ゲーム廃人・空の義妹（再婚の母親の連れ子）。
真っ白な髪と赤い瞳が特徴の美少女。
ゲームにおける役割分担は理系分野。数学や物理の演算から、ゲーム理論を用いてチェスを「○×ゲーム」と断じる。数学で記述できる事象や、論理が介入するもの、あるいは自然法則など、意思の介在しない分野が得意。
あまりにも天才であるがゆえに、周りに理解されず孤立していた。1歳にして言葉を発し、その言葉を聞いた母親を恐怖させ、『白い壁の建物』にて3歳までの2年間を過ごし、「知能検査」と称したゲームでは全て「計測不能」とされている。
チェスなどの二人零和有限確定完全情報ゲームやFPSを得意とし、チェスではグランドマスターを完封したコンピュータープログラムに先手後手入れ替えで20連勝した。
ゲームにおいては数学を主体とした計算式による演算を行い、空とは別の手段で先読みを行う。
そのため、自由意志が介入しないゲームにおいて、（チート、ツールアシストを用いても）白に勝てるものは存在しない。
空に兄以上の感情を抱いているが、バレないようにしているため、空本人にはまだ気付かれていない。
『このライトノベルがすごい!』女性キャラクター部門では2015年版で10位、2016年版で7位を獲得。メロンブックスで開催された投票企画「MF文庫Jヒロインコンテスト2015 in Melonbooks」（2015年7月から同年9月に開催）では1位、同「MF文庫Jヒロインコンテスト2017 in Melonbooks」（2017年9月から同年10月に開催）では3位をそれぞれ獲得している。

### “人類種（イマニティ）”
種の駒はキング。【十六種族】の中で唯一創られることも望まれることもなく、自力で進化してきた知的生命。
位階序列では最下位にあたる十六位。身体能力も低く、魔法を使えず感知する力もないため、他の種族全てから蔑みの対象になっている。
全てがゲームで決まる世界・ディスボードは、かつて惑星規模の大戦乱がもう誰にも分からないほど長い間繰り広げられ続けていた。その中、テトが星杯（スーニアスター；後述）を手にし唯一神の座につき、世界は全てゲームで決まることを宣言、世界のシステムそのものを変更したことによって戦乱は終わり、現在の形になった歴史がある。そのかつての大戦乱を『大戦』、テトの宣言を【十の盟約】と呼んでいるが、その【十の盟約】以後、人類種が知性ありと称する16の種族すなわち【十六種族】に入ることができたという事実は『大戦』最大の謎とされており、『大戦』後、世界に幾つもの人類種の国家が出来たことが語られているが、作中当初は唯一残された国はエルキア、しかも首都周辺しか領土がないというほどに追い詰められていた。
大戦時、種族としての名は無かったが、唯一神になったテトにより「免疫（immunity）」を意味する『イマニティ』と名付けられた。
ステファニー・ドーラ
声 - 日笠陽子
人類種の先代国王の孫姫（元王族のため爵位は公爵）。通称「ステフ」。18歳。Gカップ。 赤とピンクが混じった髪で青い目の美少女。
空と白にはゲーム分野において馬鹿だとイジられてるが、エルキア最高のアカデミーを首席で卒業するほど優秀で、政治・経済・法律などの国家運営に関わるプロフェッショナルである。本作のいじられキャラにして数少ない常識人であり、内政を全くしない兄妹に代わって国の政治を執り行っており、行政権に加え立法権も委託されている。すなわち事実上エルキア王国を支配しているのは彼女である（立法兼行政は、現代社会においては総統の地位に等しい）。しかし自嘲して曰く「ただのパシリ」で過労で精神がハイになったり突如気絶するなどの行動が増えている。
祖父を大切に思っており、その思いを踏みにじる者には怒りをあらわにする。作中序盤においては直情径行な性格であり、心理戦や駆け引きには滅法弱かった。そのため、特に対国家・対種族戦のゲームでは戦力外とされるが、一方でそれ以外の面では空白の二人からなんだかんだと非常に信頼されている。
『　』に対し毎日のようにゲームを挑むも負け続け、ゲームの賭け金として度々全年齢と18禁の境目を模索する空の実験台にされているが、敗北するたびに学習していったため、ゲーム技術は向上し、普通の人類種では相手にならないほどに上達している。
空に好意を持っているが本人は頑なに否定している。
クラミー・ツェル
声 - 井口裕香
国王を決めるゲームを行っている際、ステフが敗れた相手。森精種と手を結んでいた。18歳。
黒いベールで顔を覆っており暗い印象を与えるが、緊張の糸が切れるとすぐに泣き出す子供のような一面もある。胸が小さくパットを入れてごまかしている。
位階序列七位・森精種の名家であるニルヴァレン家に隷属する状態が曾祖父の時代から続いている。そのため、人類種であるが所属はエルヴン・ガルド。
『　』との2回目のゲーム内において空と記憶を共有し、その結果を恒久的に定着させたために、空に対して深い信頼と敬意を持つようになり（ただし、プライドがあるため表面上は否定している）、それ以降人類の可能性を信じ、彼らを超えることを目標にしている。
先王（マハコート・ドーラ）
声 - 福島潤
ステファニーの祖父。死後、遺言により『次期国王選出』のギャンブル大会を開催させる。
他種族との数々のゲームに負け続け領土を奪われたため、民から『愚王』と罵られた。が、実際は他種族のゲームの手の内を暴くために尽力し、名誉、名声、誇りの全てを捨てて人類の可能性を信じ、最後まで戦った。その気概・気迫は雰囲気として隠し書斎に残されており、『　』のみならず、その時は人類種を言葉を話す猿程度にしか思っていなかったジブリールすら神妙にさせるほどだった。
先王が残した記述は、空たちの他種族とのゲームにおける勝利にも貢献している。

#### 大戦中の人物
リク・ドーラ
声 - 松岡禎丞
大戦時の人間であり、当時は2000人弱の集落を率いていた。容姿は空と似ている。
龍精種と機凱種が交戦した際の流れ弾で生まれ故郷が壊滅、両親を亡くす。その後はコローネのいた集落にたどり着くが、その集落も後に壊滅し、直後の子供離れした判断力により、僅か13歳にして1000人超の集落の長を任された。
2000人を生き残らせるために累計48名の仲間に死ぬことを命じており、その行為に矛盾を抱え日々苦悩していた。
普段は本心を隠し、偽りの自己を形成して凌いでいるが、自分の部屋の中でだけは感情を爆発させる。
シュヴィによって自分の本心（誰にも死んで欲しくない）を暴かれ、シュヴィと「幽霊」を率いて大戦を終わらせるため、大謀を計略する。
大戦を終わらせる決意をした後にシュヴィに求婚し、（おそらく史上初である）異種族間での結婚をした。
最終的にはシュヴィを犠牲としながらも星の核を貫くことで『星杯』を出現させ、大戦を終わらせたが、リク自身はその余波で消失してしまう。
テトはリクとシュヴィを現時点の『　』よりもずっと強いと評している（『　』が攻略を保留にしてるリアル人生ゲームに真っ向から挑んで“引き分け”まで持ち込んだ点を踏まえて）。
空との違いは、“自分自身すら欺く”大人としての要素を持ち合わせていることである。
大人と子供の両側面を持つがゆえに空よりも勝るが、それゆえに片方の自分に嘘をつくことになり、大戦終了時には後悔を残しながら死ぬこととなる。
また、リクは最後まで“カッコよく生きる”のに執着していたが空は最初から“最高にダサく生きる”ことを根本に据えているために対比になっている。
コローネ・ドーラ
声 - 日笠陽子
集落の住人の1人であり、リクの義理の姉（コローネがリクを弟にすると言い出した）。リクからはコロンと呼ばれている。
自称、滅びた国の王族の一人であると主張している。
遠征時に真ん中から折れた道具を地精種の「遠距離望遠鏡」であることを瞬時に見抜き、犠牲覚悟で持ち帰ることを提案するなど、観察力と洞察力はかなり高く、また、試行錯誤の末に精霊で駆動しない手動式に改造するという優れた手腕を持つ。『星杯』の仕組みを1度聞くだけで理解するなど、頭がいい。
シュヴィが人間でないことに気づいてもそれを指摘しないほどにリクのことを信頼している。
リクとシュヴィの結婚式の仲人になり、幽霊として残すことができない書類の代わりに祖父から継いだ宝石の裏面に3人の名前を刻んだ。
リクが大戦終結に動き始めたため、彼に代わって集落をまとめる立場になり、大戦終了後にはエルキアを建国して女王となり人類種を導いた。後のエルキアにおいては、「生涯泣いた姿を見た者はなく、知性と笑顔に溢れた才女」であったと伝えられており、ドーラ家の誇りであるとステフは語っている。
ステフおよび先王の遠い先祖である。
イワン・ツェル
声 - 大川透
集落の住人の1人。リク、アレイとともに地精種の空中戦艦の残骸を調査していた。
リクやアレイより1回り年上。面倒見がよく、リクの世代の者でイワンに借りがない者はいなかったという。
下位の妖魔種に遭遇し、囮となって死亡した。
後に彼が持ち帰った情報により得た戦略図によって、『幽霊』たちは地精種の『髄爆』の情報を得、さらに森精種の『虚空第零加護』の試験炉を発見するなど、大戦終結の遠因となってゆく。
クラミー・ツェルの祖先に当たる。
アレイ
声 - 興津和幸
集落の住人の1人。リク、イワンとともに地精種の空中戦艦の残骸を調査していた。
イワンより1回り若い。獣人語を完璧に話すことができ、大戦終結を狙うリクの「ゲーム」に「幽霊」の1人として参加した。
獣人語の血壊固体に対して、地精種の『髄爆』実験の情報を与える。
その際、『霊骸』を大量に服用し獣人種に襲われないようにした。
獣人種を誘導した後は、血清を使用し2日間痙攣したが治癒した。
マルタ
集落の住人の1人。イワンの妻。劇場版ではコロンがノンナの世話を見ていたため未登場。
ノンナ・ツェル
声 - 井口裕香
集落の住人の1人。イワンとマルタの娘。
クラミーの遠い先祖。
サイモン
集落の住人の1人である、年かさの男。

### “天翼種（フリューゲル）”
種の駒はクイーン。位階序列六位。
『神に創られた、神を殺すための尖兵』であり、戦神アルトシュによって編まれた一種の魔法そのものでもある。空中都市アヴァント・ヘイムを拠点とする。
頭上に幾何学模様を描き回る光輪を掲げ、腰部より一対の翼を生やした、まさしく「天使」という容姿をしている。
機凱種がアルトシュを倒すまでは、神霊種同士を除いて唯一“神殺し（神降し）”を成し遂げた種族でもあった（一回目の“神殺し”）。
兵器として創造されているために、戦闘行為ひとつひとつに「名前」は付いていない。しかし、唯一『天撃』だけはその威力の大きさと代償から名前がつけられている。
現在は8人の代表者と1人の全翼代理者(全権代理ではなく、あくまでも議長のようなもの)からなる政府機関“十八翼議会”の合議により政策などを決定している。
大戦中は首の収集を行っており、それぞれの種族の首にレア度を付けて競い合いもしていたが、大戦後は国取りギャンブルには興味が無いと参加せず、強い知識欲から、本に代表される知識の収集に尽力しており、種族の方針以外にも個人個人がその活動をしているようである。
天翼種が伝統的に行うゲームは「具象化しりとり」のみである。
なお、位階序列六位からは「生物」ではなく、「生命」と定義され、天翼種は魔法が生物の形を持った物のようなものであり、根幹術式から始まり、全てが「魔法」で出来ている。
ジブリール
声 - 田村ゆかり
十六種族序列第六位、天翼種の少女だが6407歳。戦神アルトシュにより『大戦』中に生み出された最終番個体（クローズ・ナンバー）。
空曰く「異常知識欲者」。書籍の重複を無くす目的で採決された書籍共有法法案には反対派だったが議席は4対4の引き分けになり、最終決定権を有する全翼代理が可決したため、単身で故郷を飛び出しエルキア国立図書館を先王とのゲームによって奪った。
その後、エルキア図書館内にて『　』に具象化しりとりで敗れ2人の所有物となった。それ以降彼らのことを「マスター」と呼ぶ。“十八翼議会”の一対であったが、空と白の所有物になったことで議席からは外されている模様（影響力は健在）。空に至っては神格化され、亡き神に変わる存在として崇めてい。。敵に対しては容赦ないが味方に対しては思いやりのある優しい人物で、全くの未知である異世界（空と白のいた世界）の知識をタブPCから得て、東部連合とのゲームで見事に銃さばきを見せるなど思考も柔軟。一方で非常に血の気が多い性格でもある。【十の盟約】により直接的な力の行使は基本的に禁じられているものの、戦闘力は極めて高く、全力の5パーセントの力で海を割り100パーセントで海を蒸発させる。また自分より上位の存在である幻想種、龍精種、巨人種を単独で倒したことがある（勝利の裏には数え切れないほどの敗北があり、修復時の暇を潰す目的で日記を始めている）。
大戦時、アルトシュに攻撃を仕掛ける、龍精種を討ち取ったジブリールを見舞ったアルトシュに苦言を呈すなど、他の天翼種には見られない行動を重ね、いつかアルトシュを討つと公言していた（その際、何人かの天翼種が卒倒している）が、修復術式の最中にアルトシュが討たれたため、未遂に終わっている。
大戦後は上記のとおり、敗北後は『　』と共に国取りゲームに参戦する。しかし元のスペックがインチキじみていたため（100mを2歩など）、獣人種戦では魔法が使えないことを忘れる、空と機凱種のチェス戦後の逃亡においては転移の穴の塞ぎ忘れ、地精種戦においては保有精霊量がオーバースペック過ぎるのでゲーム自体に参加できないなど、不憫な扱いが目立つ。
しかし、豊富な知識量や魔法能力などの桁外れの性能を活かし、対天翼種戦において、アズリールの説得や、少なからずの天翼種に空や白を「遠くない私たちのマスター」と呼ばせるほどに信仰させる、水棲種戦では事前の駆け引きで嘘の見破り、DODのBルートを再現するなど、要所要所での活躍はしている。
『　』に負けてからは、大戦時からの日記を綴っており、聖典として天翼種で配布されているが、浸透率はあまりよくない。また、神霊種戦にでは、サイコロを振るたびに自身の記憶が消えることに気がつき、サイコロがなくなった際にどうなるかを推測し自身が「兵器」であるにもかかわらず恐怖を覚え、”自分ではない誰かが、自分のように振舞うこと”に恐れを抱いた。
また、同ゲーム内で「本来であれば、心踊る楽しいものになったのに、自分がぶち壊した」と反省しながら、『　』に6000年前の大戦を再現したゲームを勝負を挑み、差異はあれど大戦を知らない、いづなやステフ、『　』に凄惨さを見せつける。
これが後の機凱種戦において、少なからず功績を残している。
「MF文庫J ヒロインコンテスト2015 in Melonbooks」では2位を獲得している。
アズリール
声 - 堀江由衣
自称「ジブリールの姉」。天翼種の中で最初に生まれた最初番個体にして全翼代理。年齢は2万6千歳。語尾に「ニャ」とつける。
造物主アルトシュが死んでから『主を失った道具』の存在意義を見つけるために生きていた。終戦時、主を失い自害をしていく他の天翼種を目にし、アルトシュから託された「なぜ敗れたかを知る」という、本来であればアズリール個人への命令を全天翼種への命令と偽り、自害を止めさせ、以後6000年、知識の探求を続けてきた。しかし明確な答えは得られず、ほぼ諦観に凝り固まっていたが、『　』とのゲーム、そして「妹」ジブリールの手をさんざん煩わせて、ようやく答えに行きつく。
その際、空によって自害を止めさせていただけで、生殺与奪権がアズリールにないことをジブリール含め、他の天翼種にばらされるが、「6000年もよくバレなかったニャ」とおどけながらも、「喋り過ぎる」と、空の本質を見抜いている。
『　』とのゲームで人類種の本質を目の当たりにし、大戦時になぜ自分たちが人類種たちに関心を向けなかったかに疑問を持ち、大戦時の人類種の痕跡が一切残されていないことなどから、アルトシュの死を含めた大戦の戦況を人類種が影で操っていたのではないかと疑念を抱く。
アヴァント・ヘイムと意思疎通ができ、その力を使うことができるが、この時の『　』とのゲームの影響で人類種と同程度の能力に制限されている。この際、なぜか尿意までついている（ジブリールには尿意が”本来”ないため、魔法種族の天翼種には尿意はないと推測される）。
ジブリール誕生以前は現在見られるような能天気さは全く無かったようで、天翼種の管理者として非常に冷酷、冷徹であり、地精種の艦隊を潰す為にラフィールを盾に使い、神霊種討伐の際は「死んでもいい」と冷たく言い捨てている。
しかし、ジブリールが作られてからはジブリールにべったり可愛がる（当の本人からはウザがられている）など、過去を知るものと、現在しか知らぬもので評価は分かれている。
ラフィール
声 - 森なな子
古の大戦を生き延び、現在まで生存している天翼種の一人。
『四番個体』であり、ジブリール誕生以前のアズリールを知る数少ない生き残りで、左の羽が根元より先が無くなっている。
左の目を隠すように髪を下ろしており、サバサバとした勝気な話し方をする一方、力押しがもっぱらな天翼種の中では冷静さも併せ持っており、ジブリールからも「姉」と呼ばれるなど、他の天翼種からも”アズリール以上”に慕われている。

### “森精種（エルフ）”
種の駒はルーク。位階序列七位。神霊種「カイナース」によって創られた。現在は世界最大の大国エルヴン・ガルドとしてにまとまっている。
他にも国家はあるが作中には登場していない。
国家として奴隷制を推奨しており、ゲームで負けた人類種の子孫たちが奴隷として存在している。
文化としては、「森精種」と呼ばれるだけあり植物を主体とした建物や乗り物をもっている。貿易船ですら、空を浮かぶ花や森と形容されるほど自然と密着した生活様式をもっている。そのため、独自の美学や思想を持ち、“美しさ”を優先するという気質を持つ。
高度な術式編纂に長け、魔法を編むという点に関しては上位の天翼種を上回る。
粘着質で、恨みは何十代かけても晴らすとされている（由来はニルヴァレン家）。
大戦時は、魔法を以って他種族に対抗していたが、飛行妨害魔法の展開によって墜落したジブリールによって首都に『天撃』を打ち込まれて魔導書が根刮ぎ奪われ、そのとき失った魔法体系を取り戻すのに800年かかった。
大戦後は「奴隷制」を採用し、ゲームによる盟約で他種族の奴隷を会得している模様。（クラミー以外の奴隷は作中で登場はしていない）
別冊の「ノーゲーム・ノーライフです」において、エルキア連邦、ひいては『　』の真の正体を知るために獣人種に勝負を挑む姿が描かれ、その結果なのか、対水棲種戦において、『　』がゲーム内容を模索する際に、領土を奪われ、空白になった森精種の居住区から大量の書物が天翼種に持ち出されている
現在は、クラミーとフィールの暗躍が告発されたことによって国内は情勢不安になっている。
フィール・ニルヴァレン
声 - 能登麻美子
エルヴン・ガルド上院議員代行。見た目は10代半ばだが、実年齢は52歳。胸がとても大きい。愛称は「フィー」。「〜なのですよぉ」というほんわかしたしゃべり方。
ニルヴァレン家はクラミーの主に当たり、彼女を隷属させている。だがフィールは家柄と世襲で構成された元老院、実権も無いのにプライドばかり高いお飾りの議会、『奴隷制度』の採用をしているエルヴン・ガルドには心底辟易しており、ましてやクラミーを守るためなら国なぞ滅んでもかまわないと口にするほど、彼女を大切に思っている。そのため陰でこっそり泣いているクラミーをいつも気にかけている。
高位魔法の術式を編むことに長け、その腕前は上位の天翼種であるジブリールですら認めるほど。エルヴン・ガルドでは補助具を用いた二重術式が限界の落ちこぼれ、ニルヴァレン家の恥と思われているが、実際は同時に6つの魔法を発動させることができる六重術者で、ジブリールの力を制御する術式を編めるほどの超一流の術者。空が一目置くほど頭の回転が速い。
エルヴン・ガルドが負けるように空に改竄された東部連合のゲーム内容をエルヴン・ガルドに報告してからは、エルヴン・ガルドを内部から切り崩すため、クラミーとともに暗躍。神霊種戦の『　』不在のエルキア連邦に森精樹の艦隊を連れ宣戦布告、いのを窮地に追い詰めるが、プラムの介入と森精種の裏切りを”信じた”『　』の行動により森精種の侵攻は瓦解、さらに、これまでの暗躍のすべてを尾びれ背びれを付けて全て告発され、エルキア郊外の森に住居を移す。 対地精種戦においては、作成させたロボットの両手両足を同時に動かし、顔面からこけるなど、極度の機械オンチを発揮した。（森精種全般なのかフィールだけかは不明）
そのゲームでは地精種への恨み以上に、”自分の大好きなクラミーを勝手に弄り、偽者扱いした”ことに怒りを露にし、絶対叩きのめす対象である『　』とも笑顔で握手をするほどに共闘意識を表し、勝利に貢献した。
ロン・バルテル
エルヴン・ガルドの貴族。傲慢な性格で、人類種や落ちこぼれだと思われていたフィールを見下している。地精種に対して精霊を凝縮した違法麻薬を密売していた。
違法麻薬を嗅ぎ付けたフィールたちに奴隷解放の証拠を提示しゲームを行い彼女を手に入れようとしたが、クラミーとフィールに見抜かれ敗北し、彼女たちへの忘却と服従を誓わされる。
フリッツ
バルテルの執事。主を陰で呼び捨てるなど忠誠心はない。巨乳好きで女は乳がすべてだと思っている。
バルテルのゲームをイカサマによって支援していたが、クラミーに扮したフィーにゲームを挑まれ敗北。違法行為を白状することを誓わされる。
アウリ=エル・ヴィオルハート
森精種の全権代理者。

#### 大戦中の人物（エルフ）
シンク・ニルヴァレン
声 - 能登麻美子
「大戦」時の当代一の術者で、伝説の域にあると言われた八重術者（オクタキャスター）。対外的には「ニーナ・クライヴ」を名乗っている。
フィール・ニルヴァレンの祖先。
普段は普通に話しているが、本来はフィールのような話し方をする。しかし、性格はより凶暴で残虐。
神霊種の正体に独力で回答を導き出した数少ない人物の一人。
作中よく見かける神霊種の解説文「我を得た概念」は彼女の発言からの引用。
ジブリールによって失われた魔法大系を一代で再度超えるほどの卓越した頭脳を持つ。
その一方で、生活能力は低く、全ての雑務をニーナ・クライヴにまかせっきりにしている。
友人も知人も少ないが、唯一ニーナのことを信頼し友人以上の感情を持っており、よくセクハラをして遊んでいる。
ニーナ・クライヴ
「大戦」時の人物。エルフの歴史上、2人しかいない“八重術者（オクタキャスター）”の一人とされる。
6巻においては、シンク・ニルヴァレンの“偽名”とされたが、リクから「意思者はシンク」であると突き止められる。
その後、短編「ノーゲーム・ノーライフ プラクティカルウォーゲーム」にて実在した人物であると判明。
“五重術者（ペンタキャスター）”ではあるが、シンク・ニルヴァレンの“傀儡”として「花冠郷（グラン・メイガス）」に就任する。
生活力が皆無なシンク・ニルヴァレンのために家事をこなし、彼女の代わりに花冠郷の仕事を行った（全てシンクの指示）。
シンク・ニルヴァレンの偽装工作により、後世では「天才」として歴史に名を残した。
後の歴史では、『ニルヴァレン家は存続し、クライヴ家は断絶した』とある。
なお、男性であるが、短編終盤までシンクに性別を一度も悟らせず、様々な触手攻めや媚薬攻めに耐え抜いた。
終戦後は”１年未満に国を作れば男性として、作れなければ女性に性転換させて結婚する”ゲームをシンクに挑まれ、”盟約に誓って”のゲームを行っている。
『霊壊術式』
シンク・ニルヴァレンが地精種を仮想敵として、大戦を終結させるために開発した5つの大魔法、およびその魔法に用いられる術式の総称。
本来魔法の発動に触媒を使わない森精種が、触媒を利用し、かつ造物主である“森神カイナース”の加護をうけてはじめて成り立つという大魔法。
全て「封印魔法」である。
名称の元ネタは、インド哲学（ウパニシャッド哲学）における五大。「風（ヴァーユ：वायु）」「水（ジャラ：जल）」「火（アグニ：अग्नि）」「地（ブーミ：भूमि）」そして、「空（アカシャ：आकाश）」から来ている。
『虚空第零加護（アーカ・シ・アンセ）』
百八十六重術式とカイナースの加護で発動する『霊壊術式』の一つ。
幻想種の「核」を強制的に“書換える”ことによって『霊壊』による爆弾にする大魔法。
単体の爆発でも、幻想種という途方もないほど巨大な精霊量を『霊壊』させる戦略兵器でありながら、その本来の目的は『霊壊』現象そのものにある。
『霊壊』の爆発は、巻き込まれた生物・生命・物体に含まれる精霊すら“書き換え”“誘爆”を続けながら連鎖的に爆発してゆくため、爆発に巻き込まれたが最後、影響範囲内のすべての精霊が爆発に巻き込まれ威力を増しながら被害は拡大してゆく。
巻き込む対象が多ければ多いほど、精霊が多ければ多いほど威力も規模も無尽蔵に増大してゆく決戦兵器。
「生命」と定義される上位の存在を跡形もなく消滅させることができる。
龍精種が自己の生命と引き換えに存在そのものを攻撃に転じる「崩哮（ファークライ）」からヒントを獲たもの。『霊壊術式』のひとつ。
『一動第一加護（ヴァー・ユ・アンセ）』
八十六重術式とカイナースの加護で発動する『霊壊術式』のひとつ。
別の座標に存在する物体と空間を“非擬似空間転移”させる『霊壊』術式。
通常の手順をもって行われる“空間転移”“擬似空間転移”や“召喚”と異なり、“召喚元の座標”をそのまま呼び出し共有する術式。
空間そのものに穴を開けて実際に呼び寄せる“空間転移”や、異なる空間を繋げて移動する“擬似空間転移”、別の座標にあるものを呼び出す“召喚”。さらには、妖精種が得意とする“位相の異なる空間”を転移させて空間を“上書き"するものではない。
移動させているのは“指定された空間”そのものであり、その本来の目的は“封印された空間”を別空間と“共有”することにある（厳密には植物の種族のために、特別な術式によって編まれた「茨」と「茨」のポント間を共有するものと思われる）。
元ネタは五大の思想のひとつ「ヴァーユ（風）」。法則としては「動」「“運搬”の働き」「移動」「具体的行動」などを表す。
『不動第二加護（ジアー・ラ・アンセ）』
九十九重術式とカイナースの加護で発動する『霊壊術式』の一つ。
精霊の流れそのものを封じ、残った精霊を『霊壊』させ誘爆させることで一定空間内の精霊を「0」にし、一切の魔法を使えなくする魔法。
一定の範囲内における、精霊回廊の流れを「封じ」て、空間内部に残留した精霊を『霊壊』による誘爆で一掃することで精霊によって駆動するすべての魔法・技術を停止させる。
誘爆に際して、空が誘爆の炎に包まれながら精霊を爆破してゆき、自然法則を司る精霊、ついには「霊壊術式」を発動している精霊すら焼き殺す。
その間、指定された空間内部の全ての動き・働きが停止することから『不動第二加護』と呼ばれる。
停止している時間は、術の発動から『不動第二加護』を発動している精霊まで停止・誘爆されるまでのほんの僅かな時間である。
元ネタは五大思想のひとつ「ジャラ（水）」から。法則としては「動」「冷静さ」「抽象的な働き」「万物に必要なエネルギーの供給」などを表す。
『終天第三加護（アグ・ニ・アンセ）』
百三十七重術式とカイナースの加護で発動する『霊壊術式』。
術式と同じ数の花弁をもった『睡蓮』の形をしており、発動と同時に対象を137ある花弁で包み込み、『霊壊』による有爆により一切を抹消する。
束縛され、零距離で放たれる小型版『虚空第零加護（アーカ・シ・アンセ）』のような大魔法。
花弁一つ一つに、術式が施され、精霊に反応して即座に『霊壊』による誘爆を引き起こす。
本来ならば、花弁に包み込んだ瞬間に爆発するのだが、直後に「不動第二加護」を使ったため爆発寸前で「停止」した。
結果として、牢獄のような役割を果たすことになる。
元ネタは五大思想のひとつ「アグニ（火）」。法則としては「動」「具体的な動機」「激しい動き」「熱性や反応」を表す。
『久遠第四加護（クー・リ・アンセ）』
時空間的多元性を断つことで、時間的 空間的な『断絶』を発生させ、一切の攻撃を遮断する大魔法。空間そのものが断裂しているために、物理的な攻撃は一切届かない。SFにおける、ステイシスシールドのような効果に加え、時間的連続性すらも遮断するために、万が一空間を越える様な攻撃があっても完全に封殺する。『霊壊術式』のひとつ。
理論的な根幹は時空間の“封印魔法”。
龍精種が「多元時空間生命体」であり「時空間の反響」が、その正体であることに着目して応用レベルまで底上げした理論。
その理論上、『虚空第零加護（アーカ・シ・アンセ）』『髄爆』の直撃にすら耐えられうる。上位の「生命」たちへの対策も織り込んだ、最強の絶対防御であった。

### “獣人種（ワービースト）”
種の駒はポーン。位階序列十四位。卓越した五感を持つ。純粋な身体能力に限れば、全種族の中で最強。多くの異種族が存在していたため内戦が続いていたが、獣人種の女性である『巫女』によってまとめられ現在の世界第3位の大国“東部連合”が結成された。
エンパイア・ステート・ビルに匹敵する高層ビルや電子（テレビ）ゲームを作ることができる技術力を持つ。ファンタジー世界が主体のディスボードにおいて、現段階唯一の「近未来国家」である。
精霊回廊接続への適性は低く魔法を使うことは出来ないが探知は可能。種の中には体内精霊を暴走させることで物理限界に迫る身体能力を一時的に発揮させる獣人種天性の能力『血壊』を用いる個体がいる（精霊を使えない場においては【十六種族】最強とされる）。なお『血壊』使用は非常に体に負荷が掛かるためか、作中で明言は無いものの、多用は寿命を縮めると思われる描写がある。
血の気の多さは天翼種と並んで【十六種族】で最上位。なお、その身体能力を支えるために、体内の密度が人類種と異なり水に浮くことができないという。
初瀬 いづな（はつせ いづな）
声 - 沢城みゆき
黒髪黒目でフェネックのような大きく長い耳と尾を持つ。年齢は1桁台の幼女。在エルキア東部連合大使。
祖父・初瀬いのの影響で、間違った人類語を使う。
『　』と紙一重の勝負ができるほどの天才的ゲーマーであるが、ゲーム以外のことにはからっきしであり、そのことから空と白には同類として懐いている。負けず嫌いな一面を持ち、空と白にはたびたび勝負を挑んでいる。
他国とのゲームに関してはいのから引き継いでからは常に彼女が戦っていたようで、国を守るために戦おうする使命から、楽しむということはほとんどなくなった。
数少ない『血壊』個体で、対エルキア戦においてはその力を全て出し切り空たちと戦った。その中でゲームの本当の楽しさというものに触れていく。
スピンオフ作品「ノーゲーム・ノーライフ、です！」の主人公の一人。
「MF文庫J ヒロインコンテスト2015 in Melonbooks」では4位を獲得している。
初瀬 いの（はつせ いの）
声 - 麦人
初老の白髪に狼の耳を持つ。98歳。在エルキア東部連合次席大使。数少ない『血壊』個体。いづなの祖父で彼女のアドバイザー。東部連合の外交長官を務めている。
対外的には礼儀正しい振る舞いをするが、敵対者などには辛辣な発言などで敵対心を隠そうともせず、キレると乱暴な言葉づかいになる。空とは犬猿の仲でたびたび言い争いをしている。
ゲームでは、いづなに外部から戦況の情報を伝えるという役目を担っている。
空の謀略に幾度となく驚かされるが、策謀をめぐらすその頭脳には一種恐怖の念を抱いている。
東部連合初期から巫女を支えており、その手腕は巫女も認めている。
妻が30人居るが、ライラとのリアル恋愛ゲームでは出会い頭に早々土下座で情交を詰め寄り、周囲をドン引きさせたが、フラれるまで土下座を貫いた姿勢から、空には男として見直される。
『巫女』
声 - 進藤尚美
金髪金眼に狐の耳と2つ尾を持ち、巫女服に似た服を着ている。東部連合の全権代理者で事実上の獣人種の『女王』。京都弁でしゃべる。
『血壊』個体であり、発動中は半径500メートル以内の全て（大気分子の動きまで）を知覚でき、20気圧にも耐え、僅かな時間なら水上や空中をも走る。
本名は誰も知らず（本人でさえも忘れている）、内戦状態にあった多くの獣人種を纏め上げ、東部連合を世界第3位の国に押し上げた、獣人種にとっての現人神のような存在。
頭の回転が速く、常にリスクと利益を天秤にかけ、常に獣人種のことを第一に考えている。優雅で気品のある振る舞いだが、獣人種らしく好戦的な面もある。
自身の体に『孤疑』の神髄を宿している。
かつて、“大きな能力があるにもかかわらず、諦観と傍観に徹し、不貞腐れた者達”が居るために世界には限界があると諦めた“大人”の一人。
閉じた心を再び、『　』に開かれる。
だが、自身の体の中にいる神霊種は“神髄”に従って心を頑なに開かないがために、『　』に全てを委ねることにした。
要江ちとせ
鎮海探題府・霞樂海所属一等事務官、有能さと麗しさを兼ねた背の低い栗鼠族の娘。
いのにヘッドハンティングされ、いのの個人秘書になるかもしれない人物。

### “吸血種（ダンピール）”
位階序列十二位。口には牙、背に蝙蝠のような小さな翼が生えている。『隠密と幻惑』の魔法を得意とする。
種族名通り、他の十六種族から吸血を行い、そこに含まれる魂を吸わないと成長できない。牙による吸血を行うと吸血種の特徴の一つである『直射日光に当たると死ぬ』という特殊な病気を対象に感染させる。吸血される側にとっては、この特殊な病気に罹るというデメリットのみで【十の盟約】以降は吸血される事を拒否したため、成長に必須な吸血行為が出来ずに「ひっそり滅びた」と思われていた。
血液以外の体液（精液、汗等）でも一応生命維持は可能だが、成長は不可能。ただし「美味い」体液を吸うことで一時的に強い力を発揮することも可能。大戦時は特に魔法への親和性に優れた種である森精種の血を吸った吸血種は魔法特性の高さと合わさって最悪の暗殺者となり、天翼種をしてそれなりに手強かったとされる。
プラム・ストーカー
吸血種の全権代理者。上記理由により滅亡寸前の吸血種を助けて貰うために、『　』の所へやって来た。空達を含む誰から見ても美少女然とした容姿をしているが男である。「〜ですぅ」という口癖がある。
嘘を一切つかずに空たちの行動を誘導するほど策略に長けており、どのように事が進んでも全て吸血種の総取りになるように仕組んでいたが、空達人類種を劣等種と侮っていたため失敗に終わった。テトが定めた【十の盟約】の十番目「みんななかよくプレイしましょう」の本当の意味に気づいている数少ない一人。勝負後は海棲種がエルキア連邦に参加した事から、自らも吸血種として『　』の協力者となる。しかし現状を覆すことを諦めてはいない。
空と白の体液は相当美味しいらしく、汗を舐めさせてくれるなら躊躇なく土下座する。
神霊種とのゲームでは、早々に退場し保護獣と森精種のゲームに介入、獣人種に人身御供を差し出させる代わりに協力するか、このまま森精種との必敗の負を挑むかを迫る。
しかし、それを読んでいた『　　』の策略により、ライラを巻き込まれ目論見は瓦解、見返り無しで獣人種に協力させられた上で、神霊種により生命を保護されていることを利用。魂の減衰無しで吸血種の全力を発揮、六重術者のフィールを”一度も”魔法を使わせず、魔法を使った夢まで見せて完封した。
テレビアニメ版では12話でワンカットのみ登場。

### “海棲種（セーレーン）”
位階序列十五位。腿から下が魚の尾ひれになっており、海から長時間離れることができない。そのため、海底都市『オーシェンド』に住んでいる。
女性体しかおらず、繁殖には異種族の男性が必要で、男性は絞り尽くされて死ぬため、十の盟約によって滅亡の危機にあった（他者を害する行為が禁止されたため）。しかしかつて【十の盟約】を理解せず、それによって自らの種が滅亡の危機にあるのを自覚していなかったため同じく滅亡の危機にあった吸血種から共存を持ちかけられた際に引き分けならば両者にとって益になるはずのゲームで一方的に勝ちを収めてしまった。この出来事は伝説となり世界共通でのバカの代名詞となっている。策謀や謀略を得意とする吸血種の天敵であり、最も苦手とする“真正のアホ”として相補的かつ対照的である。
体内に『水精』と呼ばれる精霊を保有しており、そのため、海にいる限り精霊を惹きつけ、ひいては精霊を体内に保有する他の生物をも惹きつける。この能力があるため優れた力も魔法も無いにもかかわらず、異種族の男を捕まえていた。
ただし1世代に1人出現する水精の保有量の多い個体は他の種の男性を殺すこと無く僅かな魂から子供を作ることが出来るため、女王が健在ならば本来は種の滅亡の心配自体はない。
ライラ・ローレライ
海棲種の女王である全権代理者。地精種の御伽噺を読んで感動しゲームを始めるが、不備の多さからゲームがクリアされずに800年眠り続け、吸血種と海棲種の二種族を滅亡の危機に陥れた海棲種のバカさを集めたような存在。
本人からすれば簡単な問いかけのつもりであったが、その馬鹿馬鹿しさゆえに『　』を始め多くの種族を苦しめる難解なゲームを生み出してしまうことになる。
大量の水精を保有するための彼女自身の特性、そして王族として生まれたために初めから全てが手に入ってしまいアノミー状態にあった事がゲームを始めた原因である。なお、目覚めてからは空に踏んでもらうのが悦びである。
相手の男性を殺さず子供を作ることのできる唯一の個体であり、髪の毛数本から子供を作ることができる。このため、本来きちんと目覚めてさえいれば海棲種が滅亡の危機に瀕することもなく、吸血種も少なくとも滅亡の危機を脱するための時間的猶予を失うことも無かった。
アミラ
海棲種の女王代理。人類語を話せるなど、海棲種の中では知能は高い方。非常に軽い馬鹿っぽい喋り方をするが、実際はかなり強力で空たちとの初邂逅では獣人種の五感を封じる水中で嘘を付いて油断を誘い、共謀者のプラムの裏切りさえ織り込み済みで、人類種を次なる搾取対象にしようとしていた。
海棲種がバカだと思われていることすら利用し、バカを演じて『　』に接触。勝利条件を“隠蔽する”ことによって必勝のゲームと化した女王のゲームをもって、人類種を狩ろうとした。プラムすらも、この手で出し抜いている。海棲種にしてはとても思慮深く学のあるストラテジスト。
800年眠り種族に滅亡の危機をもたらしたライラに対しては非常に怒っており、目覚めさせる方法が判明した後は空たちに全面協力し彼女を「馬鹿女」と呼び、夢の中で全力のジブリールたちによる阿鼻叫喚に巻き込まれる光景を見て他の水棲種たちと共に歓喜し（ゲーム開始前には女王の痛覚遮断に反対さえしていた）、彼女が目覚めた後も殺意を露わにしている。
テレビアニメ版では12話でワンカットのみ登場。

### “機凱種（エクスマキナ）”
位階序列十位。生物ではなく、機械でできた種族。太古の昔に不活性化した神霊種に創られた種族。原作8巻の神霊種戦(双六ゲーム)終了後に神霊種である帆楼が『観測、解析、検証、対応を行う四機と、それを指揮統括する一つの機械』なるものを作ったと語ったことや『テトを願い、望み、信じて生んでくれたーーあの子を生んだ彼女』とシュヴィ(下記参照)と思われるものを創造したような表記があることから、機凱種を作った神霊種は帆楼だと推測できる。人の形をしているが、体中に機械のような装備が付いている。
大戦時は「連結体（クラスタ）」という群で行動していた。機凱種が受けた攻撃を解析し、その攻撃と同等の能力の武装を瞬時に設計したり、その攻撃を模倣して自分たちのものとすることができる。それ故に、理論上無限に強くなることができる。また、模倣以外にも原理を解析し解決策となる応用兵器も開発可能である。
敵に攻撃されれば反撃はするが、敵対しなければ攻撃してこないので、他種族から接触してはならないとされた。
大戦期には、他種族から天翼種と双璧をなす存在とされ危険視されていた。確認されているだけでも「観測体（ゼーア）」「解析体（プリューファ）」「設計体（ツァイヘン）」「戦闘体（ケンプファ）」「指揮体（ベフェール）」「遺志体（プライヤー）」の6種が存在し、解析からの新兵器製造までを一瞬にして済ませるゆえに、アズリールは彼らを倒せたにも拘らず倒さなかった。なお、この6種とは異なり“道具を扱う者”であるリクを「意志者（シュピーラー）」と呼ぶ。また9巻で『　』に負けてからは空の事を「遺志者（シュピーラー）」ではなく「継ぐ者（フォーツェンサー）」と定義を改めている（本人たちから直接受け継いだのではなく、独自に過去の人間に迫ったためと思われる）。
動力は、疑似精霊回廊接続神経から精霊回廊の精霊を吸い上げて扱う。そのため、擬似精霊回廊接続神経は常に露出させておく必要がある。戦闘をする際には、精霊回廊から大量の精霊を吸い上げ殺すことで霊骸を排出する。これが機凱種の武器の動力となる。大戦後は十の盟約により精霊の殺害も不可になったため、別の動力源に変えている。また、個体ではなく群体という扱いのためエクスマキナ同士なら危害を加える事が可能（全体で一つの個体であるため、口論や喧嘩をもって“悩んでいる”と判定され、他個体の破壊は“自傷”となるためである）。
9巻にて空のスマホに干渉。異世界の二進法言語を解読し、あまつさえリアルタイムで変化する暗号すらも一瞬で割り出し、「通信端末」であることすら解析する恐ろしい離れ業を披露。
本来の理論に理論を重ねる機械の演算、戦神アルトシュとの交戦経験に基づく最強の戦闘能力、さらには非論理たる「人間の心」すら獲得した強敵となってエルキア王国に現れた。
現代想定されている、「神託機械」すら超越するその演算能力から、作中では「超越演算機」と空は称するほどである。
あらゆる言語や言外の意図すら汲み取り、「肯」か「否」以外の「それ以外」という意図を空やステフの感情から解析する異形である。
空お得意のペテンであるレトリックすら即座に見破り、文中の「本当」と「嘘」の部分を判別し情報を抜き出している。
全クラスタを連結した時の演算回数はRayo（3↑↑3）回に上るという、本来ならば“あらゆる機械が無条件でカンストする”ほどの演算回数をやってのけた。
(Rayo(n)とはラヨ関数であり、「3↑↑3」の「↑」はクヌースの矢印表記であるが、2020年現在この関数は定義されておらず、Rayo(3↑↑3)も単一の数を定めない。詳しくはラヨ数を参照。)
本来、二人零和有限確定完全情報ゲームであったチェスに「ランダム」要素を組み込まれ、あまつさえ“最悪手”の読み合いと化した電撃戦チェスの全てのパターンを暴き、読み切るという不可能を可能にした。
その凄まじいオーバーテクノロジーは、エロ漫画から異世界の技術や文化・文明を再現するまでに正確無比である。『　』をして“正面から挑んで負ける可能性が一番高い種族”と言わしめている。
大戦末期において、焉龍「アランレイヴ」と交戦したことをキッカケに大戦終結に大きく関わっていくこととなる。
シュヴィ・ドーラ
声 - 茅野愛衣
機凱種の少女。見た目は十歳ほどの黒髪の少女だが、実年齢（製造経過年数）はリクと出会った時点で210歳。容姿は白と似ている。
機凱種の中でも平均以下の性能しかない『解析体（プリューファ）』である。機体個体識別番号は「Üc（ユーバクラスタ）207番機Pr（プリューファ）型4f57t9機」であり、シュヴィという名は彼女自身が提案した『シュヴァルツァー』という名をリクが改めたもの。また、「シュヴァルツァー(Schwarzer)」はドイツ語で「黒い男」を意味し、形容詞schwarz(シュヴァルツ・黒い)を名詞化した語である。
「心」を知るためにリクを押し倒し、その後共に行動するようになる。その際、自身が機凱種間の連結が解除されてしまった単独機であることを伝えている。大戦を終わらせるための行動を始めるのと同時期にリクと結婚する。
「星杯」を顕現させるための工作として「通行規制（アイン・ヴィーク）」設置中にジブリールと遭遇。自身が極めて珍しい連結解除された単独機であることをジブリールに悟られた結果、執着に近い興味を引いてしまいやり過ごすことに失敗。また全武装を用いた"命乞い"も失敗してしまうが、リクとの約束を守るため、唯一の勝ち筋である機凱種のクラスタに再連結することを選択する。通信先のユーバ・アインに自分自身の『心』を同期すること提言、認められるものの、4分11秒という絶望的な長さの同期時間が提示されてしまう。しかし【全典開】を行い全機凱種の武装・火器・装備を駆使してジブリールに対抗する。遂にジブリールの全力の「天撃」を受け消滅するが、リクから貰った結婚指輪は守りきり、同期も完了し全機凱種に想いを託した。
なお、ジブリールはシュヴィの名を覚えてはいるが、シュヴィは「ドーラ」とは名乗らなかったため、別人と思っている。
ユーバ・アイン
シュヴィの所属するユーバ・クラスタの指揮体（ベフェール）。再連結を申請した際に通話に応じた固体。シュヴィの行動に疑問を持ちながらも、貴重なサンプルデータであると“取り繕って”シュヴィに再連結を許可し、『心』を受け取ることを決定する。全クラスタに同期を完了させた後、シュヴィに別れを告げた。彼のユーバ・クラスタもアヴァント・ヘイム制圧に参加している。
アインツィヒ（全連結指揮体）
声 - 諏訪部順一
機凱種の全連結指揮体である男らしき姿の機凱種。消滅し「遺志体（プライヤー）」となったシュヴィから託された遺志を果たすため、リクと接触した。
名前の由来はドイツ語の形容詞「einzig」であり「ただ一つの、一人だけの」を意味する、
シュヴィが欠けた後の計画を補正し、実行する。
大戦終結のためにアルトシュと交戦し、その「神髄」剥離に成功する（正確には「成功したということになっている」と記述されており、アルトシュの「神髄」が消滅した理由についてはあいまいになっている）。
機凱種の歴史上、アルトシュを目視で確認し情報を最初に記録した個体でもある。
作中にて、初めて人間に嘘をつくという行動に出た機凱種。
現代は耐用年数を超過している、自身の後継機を目下最優先で作らせている。
最初は空を意思者と呼び、勝負を挑むが、彼ら機凱種が見ていたものは空ではなく、その影に映る「幽霊」であったため、空個人とのチェス戦において、本来ではありえない”引き分け”をしている。早打ちチェスにおいても、最終局以外では『　』として見ておらず、白を認識しながらも理解をしていなかった。
最終局では、思いの丈を、嘘をつき、欺き、遺志者が愛したものを、自分たちでないと知りながらも愛し、その願いの全てをぶち壊した思いを、演算ではなく「心」から打ち、たった一度しか通じない『　』の全力を持って敗れた。
イミルアイン（アエルト・イミル・クラスタ・アイン）
十代半ばほどの人間の少女のような見た目の機凱種。役称は『旧E連結体第一指揮体』。識別番号はEc001Bf9O48a2。長いという理由で空によってイミルアインと名付けられる。メイド服姿であらわれ、あやめ色の髪を持つ。
彼女のクラスタは、『真典・星殺し（ステイル・メーター）』製造のために連合火力を受け壊滅。彼女はその生き残りである。
アルトシュ討伐にも参加しており、その際に生存している。
“穴”により魂を摂取して新しい個体を製造するサンプルを回収する。
ジブリールの断絶空間を自力で破り侵入し、天移した箇所を一瞬で割り出すといった手腕。
他の機凱種（アインツィヒ含め）が空に迫る中、一切迫らないため、空に終始疑問に思われていた。そのため、空からは「包丁を持って迫ってきても全く違和感がない」とヤンデレ疑惑をもたれていた。
実際は、終盤の早打チェス内にて「自分と空はすでに結婚しており、幸せな家庭を築いており、子供もいる」という、呼び名を付けた＝結婚したという認識だったらしく、結婚しているのだから迫る必要がないと、行動をしないだけであった。窮地に陥ることを予想していた空白すらも驚かせる脳内補完をしており、エラーが多発したため連結解除される。
ゲーム後、次こそはと、最後の一度「空」に告白を行い、空の理性を砕きかけた。それにより手応えを得たため、「当機は機能停止まで『好き』を偽らない」と、他の面々に宣戦布告を行う。（その際、新造機体を作れそうになったが、連結解除されていたため、失敗。妄想が現実になる手前まで進んでいた。）

武装
機凱種は創造された際に、「問いに答える相手」として“対応”し“答え”を導くように生み出されている。そのため、外部からの反応に対応して反応を返すように成長し続けた結果、大戦期には受けた攻撃を一瞬で模倣したり、解析結果から新しい兵器を新造することも可能となった（本来の創造目的から、問いかけに関する返答も可能。真実を語るために、論理的な思考や言葉遣いをする）。大戦期に使われた兵器のほとんどは、精霊を摂取することを原動力とする。精霊が十六種族（イクシード）に加わったことで殺傷ができなくなり、今では使うことはできないが、元々持っていた精霊を殺さない回路を変化させることで、現代においても大戦期と同等かそれ以上の戦闘を行うことは可能である。武装の総数は27451にものぼり、戦闘を役割としない解析体（プリユーファ）ですら47を固体単位で保有する。武装を含め、保有する道具を使う場合【典開（レーゼン）】を行う。武装を典開する場合、精霊を使用する。模倣した武装の場合【偽典・〜（〜アポクリフェン）】。決戦兵器として独自に開発した兵器には【真典・〜】とつける。
遊戯001『チェス』
精霊を用いて、チェス盤を実体化させるもの。手の平から地面に光を照射して、そこにチェス盤を実体化させる。この【典開】は設計体（ツァイヘン）を介さず、シュヴィが作り上げたものでもある。
『偽典・森空囁（ラウヴアポクリフェン）』
森精種（エルフ）の魔法を再現した兵器。すべてを切り裂く真空の刃を無数に放つ。
『通行規制（アイン・ヴィーク）』
龍精種（ドラゴニア）の【王】焉龍「アランレイヴ」との戦いの際にシュヴィが解析提案した武装。龍精種の【王】の個体と、その従龍（フォロワー）7体すべての『崩哮（ファークライ）』を防御不可能と判断し、“逸らす”ことを目的として新造された武装。大戦末期には、連合の全火力をまげて誘導する計画に用いられ、神撃の進路を逸らした。
『一方通行（ウイン・ヴィーク）』
長距離移動のための武装。空間そのものを強引に破壊し、破孔が塞がる0.000046秒の間に裂け目に飛び込んで、一気に100km以内の任意の場所へと移動する。大戦末期に天翼種の『天移』を模倣するまでは、この手段を使って移動していた。
『制御違反（オーヴァ・ブースト）』
機凱種が有するブースター。精霊を一気に吸い込み殺し、霊骸を指向性を持たせて一気に排出することによって高速度を得ることができる。連続使用すれば、大気摩擦で表面がプラズマ化するほどの極高速度に達する。
『全方交差（アシュート・アーマ）』
前述の『制御違反（オーヴァ・ブースト）』の応用で、霊骸に指向性を持たせず全方位に排出することで防御に応用したもの。一種の防御フィールドと言える。
『偽典・焉龍哮（エンダーポクリフェン）』
龍精種の【王】アランレイヴが自己崩壊を代償に放つ『崩哮（ファークライ）』の43.7%を再現した火器。碧い閃光とともに、着弾地点の地面を地殻ごと蒸発させ、数千度に達する土砂を成層圏まで吹き飛ばす強烈な火器である。43.7%の再現率とはいえ、これを自己崩壊なしで発射できる。戦闘体（ケンプファ）に比べ、32%未満の解析体（プリユーファ）が放った場合でも並の天翼種ならば一撃で屠ることができ、アヴァント・ヘイム制圧の主力武器として機凱種全機がこの武装で襲撃し、多数の天翼種や地精種の戦艦を屠り猛威を振るった。
『全典開（アーレス・レーゼン）』
機凱種有する全部武装、全火力、全装置を限界まで同時典開するもの。その数々の武装は、遠目から見ると巨大な翼に見える。この技の使用は、各個体の所属するクラスタの指揮体（ベフェール）から無制限使用承認を受けることで可能とされる。
『進入禁止（カイン・エンターク）』
防御のための武装。範囲効果を集束させることも可能で、12mmに集束された際には天撃をも防いだ。
『偽典・天撃（ヒーメアポクリフェン）』
天翼種の『天撃』を模倣する武装。こちらも、天翼種の『天撃』とは異なり、一度撃つと6年の間幼児化するデメリットは存在しない。
『偽典・天移（シュラポクリフェン）』
天翼種の空間転移（シフト）である『天移』を模倣する武装。アヴァント・ヘイム制圧時に、アズリールが『天移』を攻撃に転用したものを解析・設計した。跳躍距離が『一方通行（ウイン・ヴィーク）』よりもはるかに拡大した。
Org.000『真典・星殺し（ステイル・マーター）』
戦神アルトシュの『神撃』、森霊種の『虚空第零加護』全弾18発、地精種の『髄爆』全弾12発、龍精種8体の『崩哮（ファークライ）』8発の“全エネルギー”の72.8%を再現する切り札。実体化させた『真典・星殺し』は銃の形をしているが、あまりに巨大すぎて塔のように聳え立っていたと言う。本来の神撃や決戦兵器とは異なり、その再現したエネルギーをたった一点に収束させることによって、連合火力の誘導では不可能だった星殺しを可能にした。
「真典・空落とし（チェック・マーター）」Prt．0001〜0010
大戦末期にシュヴィから引き付いだ特定のエラー群『心』と、対未知対応アルゴリズムを用いて、空のオカズ（8.23GB）を解析して新造した兵器。後述の『偽典・真愛』と異なり、オカズの解析の後に空の反応をリアルタイムで反映し続け、作中合計で0001〜0010のプロトタイプを設計し投入している。
『偽典・真愛（エロアポクリフェン）』
空のオカズ（8.23GB）フォルダに収められていた情報を“模倣（コピー&ペースト）”したものを、画像データとして出力し全て典開してゆく兵器。模倣した時に、空のタブレット内のデータは破損してしまい見られなくなっている。

### “地精種（ドワーフ）”
種族の駒はビショップ。位階序列八位。神霊種「オーケイン」によって創られた。ハーデンフェルという名の国家を形成しており、地下1万メートルに広がる巨大地下空間に築かれた都市を首都としている。
体毛が真霊銀 (ミスリル)、瞳が感応鋼（オリハルコン）という特殊な霊物質でできている。種族としての特徴は極めて高度な工業力とその結晶たる『霊装』である。地精種は魔法を使用する際は『霊装』を介して行うが、これは単体で行使すると“精霊の増幅”という特徴を持つ自らの体毛で過剰増幅され自爆してしまうためで、道具で制御しないといけない程デタラメな力を秘めていることを意味している。
容姿については地精種は性別で大きな差があり、男性個体はゴツいヒゲモジャの毛玉である（通常は剃って手入れを行っている）。一方、女性個体は“比較的”体毛が薄く額に角があり、幼いと言った方が近い体型をしているのが特徴。
極めて高度な工業力は鍛神オーケインの強い加護によるもので、感性のままに、つまり“なんとなく”で唯の鉄塊から超高精度の工芸品を短時間でいとも容易く作り出すが論理化や検証を全く行わないため、「機械文明であっても科学文明ではない」とジブリールは述べている。
地精種を創造した鍛神オーケインは現在でも健在であり、都市中央に座する神火炉の炎として神威を示しているが、地精種の姿を取って夢に現実に姿を現しているようである。
ちなみに森精種との仲は「不倶戴天」の一言に尽きる。
ニーイ・ティルヴィルグ
地精種の少女。通称「ティル」。84歳。褐色ロリ鬼っ娘で「地精種っぽいダメモグラ」と自称している。地精種の全権代理者であるヴェイグ・ドラウヴニルの姪であるが、魔力増幅のための体毛が全く無く、地精種が地精種たる“神”賦の才「感性」も全く無いことが強いコンプレックスになっている。またハーデンフェル自体も“空”が見えないことから酷く嫌っている。
全権代理者ヴェイグから『　』への使者として派遣されたのだが、指示と言っていいのかすら分からないあまりに雑なものだったためその意図を強く誤解しており、トラブルなどがあり漂流した結果、たまたま空白の下へたどり着く。容姿・キャラが空の「けも耳っ子」に次ぐドンピシャの好みであっさりと受け入れられたこともあり、あんな国なぞ捨てて空白の下にいると堂々宣言するものの、収まるポジションが「妹枠」になると見切った白から宣戦布告寸前の強烈な警告（壁ドンというよりも、もはや壁ドカン）を食らった上、ハーデンフェルに用があった『　』と一緒に渋々戻ることになる。ヴェイグとのゲームに際し、『　』の腹積もりとして自身もプレイヤーとして参加する予定であることが分かるや否や全力で逃亡、廃棄物処理場にて再会した際にコンプレックスを吐き出すも、ティルのみとめない、まけないと燃える意思を見出した『　』より、それでも勝ちたいと希望するならと改めてゲームへのお誘い、ラブコールを受けて共にゲームに臨む。
ヴェイグ・ドラウヴニル
地精種の全権代理者で、『大戦』末期に現れ刻印術式を発明し『霊装』を生み出した空前の天才ローニ・ドラウヴニルの子孫である。美丈夫で、神霊種の核たる「神髄」に干渉する霊装を作成するなど、その才は天賦の極致にあり『　』に天性の強者だと断じさせるほどの人物であるが、姪であるニーイにセクハラかましてキライと言われてガチでへこんだ「俺様系残念中年」である。
その感性で『　』が全種族に仕掛けた「毒」を自分達も飲んでしまっている（近い将来の負けが見えてしまっている）ことに気づき「薬」を求めて『　』に接触を試みる。負けを認めた上で二人の過去を問い、ついでに現在を問うためにロボットバトルを仕掛ける。ヴェイグは巨乳至上主義者であるが、これが幾つかの理由で空を激怒させることになり、望み通り空が応じることとなる。なおゲーム後、空と和解しておりマブダチとして全面協力することを約束している。

### “妖精種（フェアリー）”
種の駒はポーン。位階序列第九位。愛神アルラムによって創造された種。本拠地は空間位相境界『洛園』（スプラトゥール）にある。一方で精霊種の本拠地である『不可侵領域』に隣接した広大な面積の花畑も領土として有している。生物としての基本的な性質としては植物に近いようで、後述のフォエニクラムは自分たちを指して「花」と称しており、またジブリールも「"花"の種族」と評している。その為性別はあるともないとも。空間位相境界は外部からの干渉が不可能であり、『大戦』中ですら極めて大規模な魔法で無理やり吹き飛ばす以外に方法は無く『洛園』に侵攻した天翼種を二桁屠り、機凱種の連結体を全滅させた模様。
妖精種は魂を対価として魔法を使用するが、あくまで空間位相境界内に限定されるものの、神霊種に匹敵する世界の創造すら容易に行う事が出来る極めて強力なもので、恐らくは生命の創造すらも可能なデタラメである。魔法によって消費される魂は恋愛行動の観測によって増幅出来るが、上記の性質により繁殖は花粉で行い自分達では恋愛しない為、魂の種族内補完は出来ない。
現在、全権代理者は不在。森精種とは大戦末期より現在まで関係が続いており、大戦時は森精種との同盟関係、現在では全体の6割が森精種の隷属状態だが魂の増幅に都合が良かったという理由により自ら進んでその状態になったとの事。
『大戦』後、他種族とゲームを行った事は無い為、妖精種としてのゲームは一切不明だが、世界を塗り替えるという自身の魔法の性質を利用した陣取りゲームの模様。
フォエニクラム
虹で編んだような小さな羽を持つ美しい小さな幻想的な少女。だか、やおらう〇こ座りを始める、葉巻を吸いだす、酒を飲みだす、空の頭上に座り込み愚痴り始める等なかなかにやさぐれた性格をしており、優雅に可憐に魔法を用いるさまと比較しても恐ろしいギャップを秘めている。
空間位相境界『洛園』に強制的に閉じ込められた空達一行に「カップルにならなければ出れない」というゲームを主催する。ゲームには妖精種内で様子を公開して魂の「支援」を得て必要な物資、或いは脱出の為の鍵を調達するシステムが組み込まれているが、実態は主催者であるフォエニクラムの一人勝ち、プレイヤーは参加した時点で勝ち筋が存在しない敗北が確定したいわゆる"デスゲーム"の性質を帯びたものであった。
しかしゲームの主催は、とある者から主催を依頼され提案に乗ったものであったが、フォエニクラムもまた空達と違う意味で、同時に同じ意味でプレイヤーであり、『　　』そして多種族が自由に闊歩するエルキア連邦の在り方を信じ、妖精種とは何だ？と己の種族にその在り方と未来を問うが為の一世一代の大きな賭けを含むものであった。

### “妖魔種（デモニア）”
種の駒はポーン。位階序列第十一位。『大戦』時に幻想種の突然変異個体「魔王」によって創り出された種族で、ファンタジー作品で「魔物」と括られるものから「魔族」と言われるようなものまで、その姿形に共通点を持たず、外見、内面、知性までも千差万別で“世界滅亡を至上目的とする性質”を共有する種族である。魔王領ガラド・ゴルムを唯一の領土としており、南極点に最も近い世界最小の大陸ガラムド大陸がそのまま丸ごと固有領土であるが立地上非常に寒い。一方で、高層建築が立ち並ぶ高度文明社会が広がっており、労働環境、福利厚生等が全面配慮された「超ホワイト国家」が築かれている。
また「塔」と塔を中心とした領域は「魔王」の核そのものであり、天翼種、機凱種など関係なく見るもの全てに問答無用の違和と不安そして悪夢であると確信を与え、【十の盟約】無しには正気を保つことすら叶わない「異様」としか言いようのないものである。領域は『絶望領域』と称され、時間経過に比例して拡大して世界を侵食し、命を消し続ける為、『大戦』期に機凱種、天翼種、森精種、地精種、比較的弱い個体ながら神霊種までも完全討滅を試みたが悉く失敗し、発生するたびに領域の外側から無差別飽和攻撃で消し飛ばす方法で対処していた模様。作中現在では【十の盟約】に真っ向から反するはずで『絶望領域』は無効のはずだが・・・
魔王
『大戦』期に発生した幻想種の突然変異個体。妖魔種の種族の駒は常に魔王が所有しており、魔王のゲームに勝利すれば魔王の有した全てを得る事が出来る。幻想種は実際に起きた天変地異と呼ばれるような天災が伝承や伝説として伝わった共通の想像、つまり「共同幻想」が実体を持ったものであり、原型となった共同幻想を再現する性質を持つ事が明かされたが、魔王は「まだ発生していない共同幻想」により生じており、その共同幻想を実現すべく活動している点が特異的であるとされている。
『大戦』期に休止状態に追い込まれた後、415年前に『大戦』後初の復活が確認され【十の盟約】に基づくルールに従い、魔王の有した全て(妖魔種全てを含む)を得るべく数々の種族がゲームに挑んだが全て敗北、皆帰らぬ人となってしまい挑むものが無くなった。一方、地精種のみが極めて切実な理由によりゲームに挑み続け、407年前に休止状態に持ち込む事に成功するが、ゲームに勝利した訳では無いようで詳細不明である。再び復活を果たし、智のシェラ・ハと共に『　　』の元へ姿を現す。根源的恐怖の元凶ともいうべき存在だが、もちもちの肉が、もふもふの毛に包まれた、もこもこの可愛い黒い二頭身のケモいマスコットの姿をしており、いづなが猛烈に気に入った。これは核の一片をシェラ・ハに託したもので正真正銘間違いなく魔王である一方で、本国にある魔王の核である「塔と領域」とイコールという訳ではないようである。
智のシェラ・ハ
魔王軍の最古参、四万年以上前に創り出されてた「九魔将」の最後の生き残りで、当世では魔王軍・統合参謀本部議長を拝命していた妖魔種の事実上の最高幹部。先の職を辞して魔王復活の先触れとしてエルキア連邦に姿を現した。
闇色のドレスを纏う妖艶な少女で深海よりもなお昏い黒髪、欠けた一対の大角、蛇のような縦長の瞳孔、腰から尾のように四匹の白蛇が生えた姿をしている。「くっくっく」や「くくっ」と邪悪に笑うが、これは職業上必要だからという事らしい。
『大戦』期は天翼種の首狩りの魔の手からも逃れ、生き抜いてきているが戦闘力は皆無のようで、過去の『絶滅領域』への無差別攻撃の際も攻撃の事前に悉く魔王をほっぽり出して逃げ出しており、ジブリールやイミルアインからの評価は「逃げのみに知性を発揮する」と非常に低いが、空の評価は全く別のようである。
本来、妖魔種はその成り立ちから全てを滅ぼすことを根源としており、全てが敵のはずだが『戦線』に与している。これはエルキア連邦と『戦線』の対立で『戦線』が勝った方が種族間の争いが加速して妖魔種の悲願（＝世界の滅亡）に近づくとシェラ・ハが確信しており『戦線』側につくように魔王を説得した為だが、一方で本当の意味で魔王の希望を叶えてくれる真の勇者は『　　』達であると信じている。
ゲナウ・イ
上等なスーツに身を包んだスケルトン。シェラ・ハがエルキア連邦へ向かうのに際し、統合参謀本部議長を引き継いでいる。『　　』一行を出迎えた際、ステフが自身に大いに驚いたことに随分と気を良くした。魔王のゲームに際し運営を担当する。

### “神霊種（オールドデウス）”
位階序列一位。概念が「神髄」を得て実体化したようなもの。理論上無限に存在するが、活性化しなければ実在しない。
作中で度々触れられる大戦を引き起こした張本人たちであり、当事は星杯（スーニアスター）無しで様々な創造行為を行っていた。【十の盟約】が制定される前は願われ祈られれば「神髄」を得て生まれることができた。集団を作らないため、全権代理者は存在していない。
テト
声 - 釘宮理恵
全てがゲームで決まる世界「ディスボード」の唯一神。瞳にトランプのスートの形の光をたたえ、チェス盤を模した柄のハンチング帽を被った少年の姿をしている。自分にゲームを挑む条件を全く整えない十六種族に飽きたため、異世界のネット世界で『　』（くうはく）の名で知られ都市伝説と化していた空と白の兄妹をディスボードに呼び出した。
かつて《遊戯の神》と呼ばれた神。『大戦』最終盤「星杯」顕現後に、たった二人に信じられ願われて誕生した最後の、そして“最弱”の神霊種。「星杯」を手にし唯一神となり、【十の盟約】を宣言して世界をゲームで決まる世界へ変えた。
『大戦』時、名も無き種族だった人間へ、学習を重ね耐性を得て決して抵抗を止めず、遂に不毛で無為でくだらない戦争を終わらせるに至った偉業を称え、"人類種"に『免疫（イマニティ）』と名を授けた。
テトが手にしている星杯は文字通りの「万能」であり、どのような未来（結果）も容易く創り出すことができる。そしてどの神霊種もその神髄の権能により大なり小なり未来視が使えるが、テトは「未来を見て何かいいことがあったかい？」と述べており、未来視も一切行わない「ネタバレしない主義」を掲げており、己の趣味の良さを誇っている。
力を制約することで他種族になることができるが、どうやら体質から変化するらしく人類種になった際に数日寝食をせずに行き倒れたりもした。
アルトシュ
声 - 竹内良太
大戦期において強勢を誇った神霊種。天翼種の創造主であり、戦神。かつての”最強”『終龍』ハーティレイヴを討ち滅ぼし「最強」となった。
力が最盛であった大戦後期には並び立つ者がいないとされ、もはや力の増減なぞ関係無く「最強とは最強故に最強」と表されるほどになる。戦わない『最強』とは、本当に『最強』なのか、永遠の絶頂の中で、アルトシュは退屈にまどろむようになってゆく。ハーティレイヴとの問答がのちに「番外個体」ジブリールを生み出す契機となる。
唯一の技は、全天翼種の「天撃」、および精霊回廊の源潮流から汲み上げた魔法を破壊のために束ねて放つ“神撃”である。
大戦末期の総力戦の中で機凱種の全兵力によって討たれたということになっている。
性格はまさしく傲岸不遜・豪放磊落の“王”であり、同時に思慮深い賢者のようでもある（だが、泣き付くアズリールに語尾に“にゃ”を付けて質問に答えるなどお茶目な面もある）。
“神撃”
アルトシュ唯一の名前の付いた技。天翼種と同じく本来は戦闘行為に名前は無い。
精霊回廊の源潮流から直接精霊を汲み上げ、純粋な破壊として放つ一撃。その破壊力の大きさも計り知れないながら、仮にこの攻撃に拮抗する攻撃を放ったとしても、アルトシュ自身の“神髄”の効果によってそれを飲み込みさらに巨大化し、これを遮るものはあらゆる法則を捻じ曲げ突破する。
無双の一撃。これは時間的、空間的にも静止した『絶対防御の盾』たる『久遠第四加護（クー･リ･アンセ）』すら突破する。
戦の神であるアルトシュが、“最強”の前任者である龍精種のハーティレイヴを倒したことで“神髄”が最強の概念を帯びた。
そして、星中のすべての種族が戦争をし、戦争を絶対的な解決手段と疑わない（信仰している）状態でアルトシュが放ったために、規格外の破壊力を獲得している。
帆楼（ほろう）
東部連合首都〝巫雁〟にて巫女より顕現した。
幼女の容姿で豪華絢爛な和式の半被を着ていて無数の巻物が傍を漂っている。空も見惚れるほどの美少女。自身がなんのために存在するか分からず模索している。
『神髄』は人型の方ではなく近くにある墨壺（座標は13次元+iRのテンソル座標系に存在する）。原初の世界で最初に『心』を持ったために全てが判らず〝話し相手〟を求めて機凱種を造ったがその知性ゆえに逆に問われた。
他の人物が機凱種を「生物ではない」と（機凱種本人たちを含め）語るのに対し、9巻では唯一「無機生命体」と語る人物。
唯一自身の存在を示す手段として「死ぬ」ことを選択し、少なくとも「死ぬ（消える）」ことができれば自身が存在したと証明できると確信し一度は自害を行う。しかし若き日の『巫女』に剥離した『神髄』を再活性化させられ、再び実体化する。
9巻では空白の2人にアイドルにされる。
カイナース
森神。自然の概念が実体化した神霊種。
森精種を創造した神霊種。
オーケイン
鍛神。地精種を創造した神霊種。「鍛」の概念が神髄を帯びた神で、作中現在でも地精種達と共にある。
ゼナスス
月詠種を創造した神霊種。
アルラム
愛神。妖精種を創造した神霊種。

### “幻想種（ファンタズマ）”
位階序列二位。ジブリール曰く、各個体それぞれが「独立した一つの世界そのもの」とのこと。「大戦」中は少なくとも“死の霧”『インザイン・ネビア』、『クラウドヴォーテックス』という個体がいたが、現存確認されているのは天翼種の拠点も兼ねているアヴァント・ヘイムと魔王のみで全権代理者や現存数などは不明。【十の盟約】後は新たな個体の発生は確認されていない。
再現された大戦シミュレートゲーム時には切り札として『壊放融界（アルマ・クォリア）』を用いた。
アヴァント・ヘイム
アルトシュの使徒である幻想種。天翼種が棲む空中都市でもある。見た目は岩で出来た極めて巨大な鯨で、現在は自身の全権をアズリールに託している。(アズリールにはアヴくんと呼ばれている)
魔力のある場所ならどこへでも行くことができる。アルトシュが敗れた事実をいまだに受け入れきれず、神霊種の反応があるとそちらへ行こうとする。
しかし、アヴァント・ヘイムが現在移動しようとしている場所は月。宇宙には精霊回廊が存在せず、主のもとへ行けないと嘆き、月を見るたびに涙を流している。
また、通常の生態系からは独立しており、都市上の環境を自由に変えることが可能で、大戦期は戦闘に向いた形状をしていた。
魔王
妖魔種「魔王」の項を参照

### “龍精種（ドラゴニア）”
種の駒はナイト。位階序列四位。命を代償にして放つ『崩哮（ファークライ）』という攻撃を持つ。
世界最古の神霊種が死んだ後に分裂して生まれた種族であるため、最も古い種族の1つである。
その戦闘能力はアルトシュを除いて最強であり、かつてのアルトシュが最強の座を獲得するに至った戦いにおいては、2位の幻想種、3位の精霊種を飛び越えてハーティレイヴに挑んだほどである。
神霊種と同じく、時空間に「点」として存在するのではなく「面」で存在する。「現在」という地点に縛られずに、“複数の時間に跨った「面」”として存在するために、「現在」の地点に存在する個体に損傷を与えても、容易に再生する。
この、「過去」や「未来」にも跨って「面」として存在する特性によって、神霊種と同じく未来視や過去視などが可能となる。
『崩哮（ファークライ）』
「時空間の反響」である龍精種が、その反響（エネルギー）を暴走させ、自身ですら制御不能なほど増幅させて放つ攻撃。
複数の時空間に跨って「面」として存在できる龍精種は、理論上無限のエネルギーを引き出せるものの、制御が出来ないため、使用時には龍精種は死亡する。
『焉龍』アランレイヴ
大戦中の人物であり、龍精種の【王】を冠する3体の1つ。
12年前の機凱種との大規模交戦で『従龍（フォロワー）』7体を率いて戦うも、倒された。
だが、自己崩壊を代償に最後に放った『崩哮』によって機凱種3496機中1468機を破壊した。
この戦いはリクとシュヴィが出会うきっかけとなったほか、大戦末期に機凱種の扱う武装を生み出すなど、のちの大戦終結にも影響を与えた。
『終龍』ハーティレイヴ
アルトシュが生まれるまで『最強』と呼ばれる存在として君臨していた。
アルトシュを圧倒するほど頭も良く思慮深い人物で、最強に関する哲学をアルトシュと手合わせ前に語っている。
その段階において『最強』を名乗った自分がいずれ倒されること、そしてアルトシュも同じ運命をたどることを示唆している。
彼がアルトシュの挑戦に応じて倒れたことが、結果として番外個体のジブリールを創造するキッカケとなっている。
『聡龍』レギンレイヴ
DVD特典ブックレットにて判明した【王】の名を関する個体。
大戦で『アランレイヴ』『ハーティレイヴ』を失った現在において、【王】の名を冠する龍精種の全権代理者でもある。
白龍リーヒェンゲルテ
ジブリールと6度の戦闘を行ったレギンレイヴの従龍（フォロワー）。ジブリールを5度戦闘不能にするも、“弱者”に徹したジブリールによって破られる。

### “月詠種（ルナマナ）”
位階序列十三位。現在も紅い月に月詠種（ルナマナ）を創った神霊種（オールドデウス）と共にいる模様。ディスボードの天空に浮かぶ、赤い月が本拠である。大戦時は月全域に住んでいたが星から見て表側は戦争の流れ弾で全滅したため、現在は裏側のみとしている。

### “精霊種（エレメンタル）”
位階序列第三位。本拠地は人類種のエルキア領の最東端からさらに東に行った湿った高原にある。精霊の森、通称『不可侵領域』（サンクチュアリ）と呼ばれる地帯が事実上の領土になっている。この世界における魔法とは精霊、つまりは精霊種を「運用」することによって行われている。前述の通り、人類種には知覚できない。大戦時、特に大規模な魔法を使用する際は世界を漂う精霊種を搾取する方法が採られており、その結果生じる精霊種の死骸は全ての生物にとって猛毒となる『霊骸』と化し、大戦中はその『霊骸』があちこちに降り注いでいた。

### “巨人種（ギガント）”
位階序列第五位。大戦時は地精種と同盟関係を結んだ。

## 用語
♛十の盟約（じゅうのめいやく）
唯一神の座を手にした神、テトが作ったこの世界の絶対法則。
知性ある【十六種族（イクシード）】に対し一切の戦争を禁じた盟約――即ち。
♟【一つ】この世界におけるあらゆる殺傷、戦争、略奪を禁ずる
♟【二つ】争いは全てゲームにおける勝敗で解決するものとする
♟【三つ】ゲームには、相互が対等と判断したものを賭けて行われる
♟【四つ】“三”に反しない限り、ゲーム内容、賭けるものは一切を問わない
♟【五つ】ゲーム内容は、挑まれた方が決定権を有する
♟【六つ】“盟約に誓って”行われた賭けは、絶対遵守される
♟【七つ】集団における争いは、全権代理者をたてるものとする
♟【八つ】ゲーム中の不正発覚は、敗北と見なす
♟【九つ】以上をもって神の名のもと絶対不変のルールとする
♟【十】みんななかよくプレイしましょう
十六種族（イクシード）
異世界《ディスボード》における知性あるものとされる生物。順位は魔法適性値の高さ=位階序列。
種族を跨ぐ混血は存在しない。
第六位以上は『生命』、第七位以下は『生物』とされ、そこで区切られる。
人類種以外の種族は神霊種を“起源に持つ（単系統）”である。
【第一位】神霊種（オールドデウス）
【第二位】幻想種（ファンタズマ）
【第三位】精霊種（エレメンタル）
【第四位】龍精種（ドラゴニア）
【第五位】巨人種（ギガント）
【第六位】天翼種（フリューゲル）　国家名：アヴァント・ヘイム(現エルキア連邦傘下)
【第七位】森精種（エルフ）　国家名：エルヴン・ガルド
【第八位】地精種（ドワーフ）　国家名：ハーデンフェル
【第九位】妖精種（フェアリー）
【第十位】機凱種（エクスマキナ）
【第十一位】妖魔種（デモニア）
【第十二位】吸血種（ダンピール）　国家名：オーシェンド(現エルキア連邦)
【第十三位】月詠種（ルナマナ）
【第十四位】獣人種（ワービースト）　国家名：東部連合(現エルキア連邦)
【第十五位】海棲種（セーレーン）　国家名：オーシェンド(現エルキア連邦)
【第十六位】人類種（イマニティ）　国家名：エルキア(現エルキア連邦)
星杯（スーニアスター）
唯一神の座にして絶対支配権の概念装置。形状は星形の正十二面体に星型の造形が施されたもの。
種の創造を行えるレベルの魔法を行使できる神霊種を1人に限定するために設定された概念装置であり、これを顕現させるために『大戦』が起きた。
神霊種たちは他の神霊種の『神髄』を破壊し、相手の力を取り込むことで自身の力を増幅し、これを顕現させようとしていたが、リクが星そのものを破壊することで顕現した。
大戦末期において、リクが“星殺し”によって噴出すエネルギーをもって顕現を試みたが、既にアルトシュが精霊回廊の源潮流の大半を取り込んでいた（約52パーセントほどと推測される）。この状態で星を殺すと、リクの元に噴出するエネルギー量よりもアルトシュ自身に引っ張られるエネルギー量が勝ってしまう可能性が高かった。そのために、リクはやむをえずアルトシュ討伐を行った。
神々から願われ生まれたこと、すべての神霊種を併せたエネルギーであることから、設定上「自我を持たない神霊種の一種」ということになる。
現在の所有者はテト。

## 制作背景
漫画家・イラストレーターとして活躍する榎宮のライトノベル作家デビュー作で、本文・イラスト共に同一人物が手掛ける珍しい作品である。いつも挿絵を描いている側だったため著者側のあとがきをいつか書いてみたいという想いが、本作の実現に至った。
元は漫画用に起こした原作で、別の人物が作画を担当する予定だった。その人物の要望もあり、バトル漫画という要素が排除され、「バトル出来ないファンタジー世界」というコンセプトが生まれ、榎宮自身が仕事以外の全てを捧げているゲームを組み合わせることで神により闘争が禁じられ、“全てがゲームで決まる” 異世界の物語が構築された。

## 既刊一覧

### 小説
MF文庫Jより刊行中。日本国外においては、東立出版社（台湾）より翻訳版が刊行されている。
本編
| 巻数 | タイトル                                                                          | 初版発行日     | 発売日         | ISBN              |
| ---- | --------------------------------------------------------------------------------- | -------------- | -------------- | ----------------- |
| 1    | ノーゲーム・ノーライフ1 ゲーマー兄妹がファンタジー世界を征服するそうです          | 2012年4月30日  | 2012年4月25日  | 978-4-8401-4546-6 |
| 2    | ノーゲーム・ノーライフ2 ゲーマー兄妹が獣耳っ子の国に目をつけたようです            | 2012年9月30日  | 2012年9月25日  | 978-4-8401-4819-1 |
| 3    | ノーゲーム・ノーライフ3 ゲーマー兄妹の片割れが消えたようですが……?                 | 2013年1月31日  | 2013年1月25日  | 978-4-8401-4958-7 |
| 4    | ノーゲーム・ノーライフ4 ゲーマー兄妹はリアル恋愛ゲームから逃げ出しました          | 2013年6月30日  | 2013年6月25日  | 978-4-8401-5185-6 |
| 5    | ノーゲーム・ノーライフ5 ゲーマー兄妹は強くてニューゲームがお嫌いなようです        | 2013年11月30日 | 2013年11月25日 | 978-4-04-066080-6 |
| 6    | ノーゲーム・ノーライフ6 ゲーマー夫嫁は世界に挑んだそうです                        | 2014年4月30日  | 2014年4月25日  | 978-4-04-066382-1 |
| 7    | ノーゲーム・ノーライフ7 ゲーマー兄妹たちは定石を覆すそうです                      | 2015年7月31日  | 2015年7月24日  | 978-4-04-067494-0 |
| 8    | ノーゲーム・ノーライフ8 ゲーマーたちは布石を継いでいくそうです                    | 2015年12月31日 | 2015年12月25日 | 978-4-04-067952-5 |
| 9    | ノーゲーム・ノーライフ9 ゲーマー兄妹は一ターン休むそうです                        | 2016年8月31日  | 2016年8月25日  | 978-4-04-068457-4 |
| 10   | ノーゲーム・ノーライフ10 ゲーマー兄妹は過去（ツケ）を払わされるようです           | 2018年2月25日  | 2018年2月24日  | 978-4-04-069336-1 |
| 11   | ノーゲーム・ノーライフ11 ゲーマー兄妹たちはカップルにならなきゃ出られないそうです | 2021年11月25日 | 2021年11月25日 | 978-4-04-065382-2 |
| 12   | ノーゲーム・ノーライフ12 ゲーマー兄妹たちは『魔王』に挑むようです                 | 2023年2月25日  | 2023年2月25日  | 978-4-04-065382-2 |

外伝
なお、「ノーゲーム・ノーライフ プラクティカルウォーゲーム」ではタイトル文字に、一部欠損や全体的に傷がついたようなデザインがされている。
| 巻数 | タイトル                                          | 発売日         | ISBN                                          |
| ---- | ------------------------------------------------- | -------------- | --------------------------------------------- |
| -    | ノーゲーム・ノーライフ プラクティカルウォーゲーム | 2016年12月23日 | 978-4-04-068767-4 978-4-04-068666-0（特装版） |

### 漫画
『月刊コミックアライブ』にて2013年3月号（1月27日発売）より連載。日本国外においては、尖端出版（台湾）より翻訳版が刊行されている。原作・キャラクター原案は榎宮祐で、漫画は柊ましろと榎宮祐が担当する。なお漫画のアシスタント（下書きまで）は榎宮祐が担当している。このため榎宮は今回の漫画が事実上の漫画家業への復帰作と述べている。
| 巻数 | タイトル                 | 発売日         | ISBN              |
| ---- | ------------------------ | -------------- | ----------------- |
| 1    | ノーゲーム・ノーライフ 1 | 2013年11月22日 | 978-4-04-066114-8 |
| 2    | ノーゲーム・ノーライフ 2 | 2018年2月23日  | 978-4-04-069582-2 |

『月刊コミックアライブ』にて2015年7月号から2018年1月号まで『ノーゲーム・ノーライフ、です!』が連載。原作・キャラクター原案は榎宮祐で、漫画はユイザキカズヤが担当する。
| 巻数 | タイトル                        | 発売日        | ISBN              |
| ---- | ------------------------------- | ------------- | ----------------- |
| 1    | ノーゲーム・ノーライフ、です! 1 | 2016年1月23日 | 978-4-04-067878-8 |
| 2    | ノーゲーム・ノーライフ、です! 2 | 2016年8月23日 | 978-4-04-068525-0 |
| 3    | ノーゲーム・ノーライフ、です! 3 | 2017年4月22日 | 978-4-04-069165-7 |
| 4    | ノーゲーム・ノーライフ、です! 4 | 2018年1月23日 | 978-4-04-069535-8 |

『月刊コミックアライブ』にて2022年1月号から『ノーゲーム・ノーライフ 第二章 東部連合編』が連載。小説の第2巻、第3巻のストーリーのコミカライズ。作画は内藤隆が担当。
| 巻数 | タイトル                                   | 発売日         | ISBN              |
| ---- | ------------------------------------------ | -------------- | ----------------- |
| 1    | ノーゲーム・ノーライフ 第二章 東部連合編 1 | 2022年6月22日  | 978-4-04-681079-3 |
| 2    | ノーゲーム・ノーライフ 第二章 東部連合編 2 | 2023年2月21日  | 978-4-04-682141-6 |
| 3    | ノーゲーム・ノーライフ 第二章 東部連合編 3 | 2024年12月23日 | 978-4-04-682959-7 |

### 関連書籍
| タイトル                                | 発売日       | ISBN              |
| --------------------------------------- | ------------ | ----------------- |
| ノーゲーム・ノーライフ 榎宮祐 Art Works | 2019年4月1日 | 978-4-04-065622-9 |

## 読み切り作品
原作者の著作のうち、アニメ版Blu-ray、DVDに付属したブックレットおよび公式サイトで公開された物を挙げる。『幕間』[I]、[II]、[III]、[V]はMF文庫Jの単行本2016年12月25日発行「ノーゲーム・ノーライフ　プラクティカルウォーゲーム」に収録された。
SPECIAL NOVEL
アニメ版Blu-ray、DVDの各巻の初回生産特典である「キャラクターデザイン・大舘康二描き下ろし表紙付きスペシャルブックレット」のSIDE.Aとして収録されている短編。
『幕間（オミット・エピソード）』［I］スリーフォールド・レビテーション
第1巻の初回生産特典ブックレットに収録。ステフを中心にした短編。
『幕間（オミット・エピソード）』［II］ワンペア・オア・ハートストレートフラッシュ
第2巻の初回生産特典ブックレットに収録。フィールとクラミーを中心にした短編。
『幕間（オミット・エピソード）』［III］ハイカード・オール・レイズ【前編】
第3巻の初回生産特典ブックレットに収録。ジブリールを中心にした短編。
『幕間（オミット・エピソード）』［IV］ソロプレイ・コーププレイ
第4巻の初回生産特典ブックレットに収録。いづなを中心にした短編。
『幕間（オミット・エピソード）』［V］ハイカード・オール・レイズ【後編】
第5巻の初回生産特典ブックレットに収録。ジブリールを中心にした短編。
『幕間（オミット・エピソード）』［VI］パーペチュアル・スプレッド・ゲーム
第6巻の初回生産特典ブックレットに収録。『　』（くうはく）を中心にした短編。
『幕外（コミット・エピソード）』［I］チキ・チキ・ガン・タン
『お正月限定原作・榎宮祐書き下ろしSS』としてアニメ公式サイトにて2014年1月1日から2014年1月6日まで限定公開。その後、第6巻の初回生産特典ブックレットに収録。『　』（くうはく）を中心にした短編。
『幕外（コミット・エピソード）』［II］ステフ・ファニー・バレンタイン
『バレンタインデー限定!原作・榎宮祐書き下ろしSS』としてアニメ公式サイトにて2014年2月14日から2014年2月16日までアニメ限定公開。その後、第6巻の初回生産特典ブックレットに収録。ステフを中心にした短編。

## テレビアニメ
2013年7月に開催されたイベント「MF文庫J 夏の学園祭2013」にてアニメ化が発表され、2014年4月から6月まで放送された。
第1話および第3話には、日本チェス協会が協力としてクレジットされている。第7話の劇中で使われた魔法陣の一部が無断使用であったとして、謝罪と共にBDとDVDでは該当箇所を修正することを発表している。

### スタッフ
- 原作・キャラクター原案 - 榎宮祐（MF文庫J『ノーゲーム・ノーライフ』 / KADOKAWA メディアファクトリー刊）[15]
- 監督 - いしづかあつこ[15]
- シリーズ構成 - 花田十輝[15]
- キャラクターデザイン・総作画監督 - 大舘康二[15]
- 美術監督 - 岩瀬栄治[15]
- 美術設定 - 大平司[15]
- 色彩設計 - 大野春恵[15]
- 撮影監督 - 藤田賢治[15]
- 3D監督 - 籔田修平[15]
- 編集 - 木村佳史子[15]
- 音響監督 - 明田川仁[15]
- 音楽 - SUPER SWEEP（細江慎治、佐宗綾子、江口孝宏、田中文久）[15][注 48]
- 音楽制作 - KADOKAWA（メディアファクトリー）[15]
- 音楽プロデューサー - 篠原一雄[60]
- プロデューサー - 田中翔[60]、清水朝子[60]、深尾聡志[60]、清水美佳[60]、林洋平[60]
- アニメーションプロデューサー - 中本健二[60]
- アニメーション制作 - MADHOUSE[15]
- 製作 - ノーゲーム・ノーライフ全権代理委員会[15]（KADOKAWA、フロンティアワークス、AT-X、ムービック）

### 主題歌
オープニングテーマ
「This game」（第2話 - 第8話、第10話）
作詞 - 深青結希 / 作曲 - 若林充 / 編曲 - eba / 歌 - 鈴木このみ
第1話・第12話ではエンディングテーマとして使用。第9話では未使用。
一般配信されている物とアニメ版とでは歌い方が異なっており、それら2つは厳密には別の曲となっている。アニメ本編で使用されているver.は「NO SONG NO LIFE」に収録されている。
「おねがい☆すにゃいぱー」（第11話）
作詞 - 辻純更 / 作曲 - 鈴木一史 / 編曲 - y0c1e / 歌 - 初瀬いづな（沢城みゆき）

エンディングテーマ「オラシオン」（第2話 - 第11話）
作詞・作曲・編曲 - ナスカ / 歌 - 白（茅野愛衣）
第1話・第12話では未使用。第8話は本編展開に合わせ映像のカットや曲に音飛び、ノイズが入った特別仕様になっている。

### 評価
BD第1巻の初週推定売上は6,776枚、DVD第1巻の初週推定売上は1,661枚をそれぞれ記録している。
「ニュータイプアニメアワード2013-2014」では、男性キャラクター賞で空が8位を獲得した。
「AnimaniA Award 2017」にて大舘康二がBestes Charakterdesign（キャラクターデザイン賞）を受賞した。
アメリカのアニメ評価サイト「Anime Trending」が主催した「第1回 Anime Trending Awards」での結果は以下の通り。
| 部門                           | 対象                   | 結果 | 出典   |
| ------------------------------ | ---------------------- | ---- | ------ |
| ANIME OF THE YEAR              | ノーゲーム・ノーライフ | 5位  | [ 65 ] |
| MAN OF THE YEAR                | 空                     | 3位  | [ 65 ] |
| GIRL OF THE YEAR               | 白                     | 6位  | [ 65 ] |
| OPENING THEME SONG OF THE YEAR | 「This game」          | 4位  | [ 65 ] |
| ENDING THEME SONG OF THE YEAR  | 「オラシオン」         | 10位 | [ 65 ] |
| BEST IN ADAPTATION             | ノーゲーム・ノーライフ | 2位  | [ 65 ] |
| BEST IN CHARACTER DESIGN       | ノーゲーム・ノーライフ | 1位  | [ 65 ] |

### 各話リスト
| 話数   | サブタイトル | 脚本           | 絵コンテ                  | 演出                  | 作画監督                       | 登場したゲーム                              | 初放送日      |
| ------ | ------------ | -------------- | ------------------------- | --------------------- | ------------------------------ | ------------------------------------------- | ------------- |
| 第1話  | 素人         | 花田十輝       | いしづかあつこ            | いしづかあつこ        | 大舘康二                       | チェス ポーカー                             | 2014年 4月9日 |
| 第2話  | 挑戦者       | 花田十輝       | 渡邉こと乃                | 池端隆史              | 小関雅                         | じゃんけん                                  | 4月16日       |
| 第3話  | 熟練者       | 花田十輝       | 細川ヒデキ                | 細川ヒデキ            | 日向正樹                       | チェス                                      | 4月23日       |
| 第4話  | 国王         | 花田十輝       | 細川ヒデキ 渡邉こと乃     | 中村近世              | 阿部千秋 山本径子              | -                                           | 4月30日       |
| 第5話  | 駒並べ       | あおしまたかし | 佐山聖子                  | 佐々木純人 渡邉こと乃 | 市野まりあ 永吉隆志            | ブラックジャック あみだくじ じゃんけん など | 5月7日        |
| 第6話  | 一手         | 下山健人       | 細川ヒデキ                | 細川ヒデキ            | 濱田邦彦                       | しりとり                                    | 5月14日       |
| 第7話  | 死に手       | あおしまたかし | 渡邉こと乃                | 稲葉友紀              | 原田理恵 牙威格斗              | -                                           | 5月21日       |
| 第8話  | 起死回生     | 榎宮祐         | 渡邉こと乃                | 清水明                | 鈴木伸一 山本径子              | -                                           | 5月28日       |
| 第9話  | 解離法       | 花田十輝       | 浅香守生                  | 青木弘安              | 日向正樹                       | リバーシ                                    | 6月4日        |
| 第10話 | 指向法       | 下山健人       | 佐山聖子                  | 白石道太              | 市野まりあ 永吉隆志 木下由美子 | -                                           | 6月11日       |
| 第11話 | 誘導法       | 下山健人       | 藪田修平                  | 細川ヒデキ            | 日向正樹                       | -                                           | 6月18日       |
| 第12話 | 収束法       | 花田十輝       | いしづかあつこ 渡邉こと乃 | 渡邉こと乃            | 大舘康二 濱田邦彦              | コイントス                                  | 6月26日       |

### 放送局
| 放送期間                | 放送時間                     | 放送局     | 対象地域 | 備考                                       |
| ----------------------- | ---------------------------- | ---------- | -------- | ------------------------------------------ |
| 2014年4月9日 - 6月25日  | 水曜 21:30 - 22:00           | AT-X       | 日本全域 | 製作委員会参加 / CS放送 / リピート放送あり |
| 2014年4月10日 - 6月26日 | 木曜 0:30 - 1:00（水曜深夜） | TOKYO MX   | 東京都   |                                            |
|                         |                              | サンテレビ | 兵庫県   |                                            |
|                         | 木曜 1:00 - 1:30（水曜深夜） | KBS京都    | 京都府   |                                            |
|                         | 木曜 3:05 - 3:35（水曜深夜） | テレビ愛知 | 愛知県   |                                            |
| 2014年4月11日 - 6月27日 | 金曜 23:30 - 翌 0:00         | BS11       | 日本全域 | BS放送 / 『ANIME+』枠                      |

| 配信期間                | 配信時間                     | 配信サイト                                           |
| ----------------------- | ---------------------------- | ---------------------------------------------------- |
| 2014年4月12日 - 6月28日 | 土曜 0:30 - 1:00（金曜深夜） | ニコニコ生放送                                       |
|                         | 土曜 1:00 更新（金曜深夜）   | ニコニコチャンネル                                   |
| 2014年4月13日 - 6月29日 | 日曜 0:30 更新（土曜深夜）   | ニコニコ動画                                         |
| 2014年4月19日 - 7月5日  | 金曜 0:00 更新（木曜深夜）   | バンダイチャンネル GYAO! DMM.com J:COM オン デマンド |
|                         | 金曜 15:00 更新              | Rakuten SHOWTIME                                     |
| 2014年4月23日 - 7月9日  | 水曜 更新                    | PlayStation Store                                    |
| 2014年4月25日 - 7月11日 | 金曜 12:00 更新              | dアニメストア                                        |

### ミニOVA
BDとDVDの各巻に収録された映像特典。
- 脚本 - おおしまたかし
- 絵コンテ・演出 - 渡邉こと乃
- 作画監督 - 大舘康二

| 巻数 | サブタイトル                 |
| ---- | ---------------------------- |
| I    | 妄想《ワイルド・ファンシー》 |
| II   | 監督《ディレクター》         |
| III  | 復讐《リベンジ》             |
| IV   | 人形《ドレスアップ・ドール》 |
| V    | 成長《グロース》             |
| VI   | 食欲《アベタイト》           |

### 関連番組
空と白のニコ×2ライフ　さぁ――生でゲームをはじめよう
2014年3月27日にニコニコ生放送にて放送された、本作の情報番組。出演は松岡禎丞・茅野愛衣。
2014年4月24日に2回目、2014年5月29日に3回目、2014年6月25日に4回目（最終回）を放送した。
2回目にはゲストに日笠陽子（ステファニー・ドーラ役）が登場した。
1回目は開始前や番宣中に音声が入る、3回目はオープニングトーク中に放送が止まるといったトラブルがあった。
ノゲ杯☆最強ゲーマー決定戦
2014年4月2日より5月7日までAT-Xにて放映（毎週水曜 20:45 - 21:00、リピート放送あり）。公式サイトおよびYouTubeにおいても同年4月4日より5月12日まで配信（毎週土曜更新）。全6回。
出演は松岡禎丞（空役）、茅野愛衣（白役）、日笠陽子（ステファニー・ドーラ役）、井口裕香（クラミー・ツェル役）の4名。

### 関連商品

#### BD / DVD
| 巻  | 発売日         | 収録話          | 規格品番  | 規格品番  |
| 巻  | 発売日         | 収録話          | BD        | DVD       |
| --- | -------------- | --------------- | --------- | --------- |
| 1   | 2014年6月25日  | 第1話 - 第2話   | MFXN-0025 | MFBN-0019 |
| 2   | 2014年7月30日  | 第3話 - 第4話   | MFXN-0026 | MFBN-0020 |
| 3   | 2014年8月27日  | 第5話 - 第6話   | MFXN-0027 | MFBN-0021 |
| 4   | 2014年9月24日  | 第7話 - 第8話   | MFXN-0028 | MFBN-0022 |
| 5   | 2014年10月29日 | 第9話 - 第10話  | MFXN-0029 | MFBN-0023 |
| 6   | 2014年11月26日 | 第11話 - 第12話 | MFXN-0030 | MFBN-0024 |
| BOX | 2016年2月24日  | 第1話 - 第12話  | MFXN-9002 | -         |

#### CD
| 発売日        | タイトル                                                        | 規格品番                                |
| ------------- | --------------------------------------------------------------- | --------------------------------------- |
| 2014年5月21日 | This game                                                       | ZMCZ-9306（初回盤） ZMCZ-9307（通常盤） |
| 2014年5月21日 | オラシオン                                                      | ZMCZ-9308                               |
| 2017年7月12日 | ノーゲーム・ノーライフ コンプリートソングス 「NO SONG NO LIFE」 | ZMCZ-11294                              |
| 2018年2月23日 | 映画「ノーゲーム・ノーライフ ゼロ」 オリジナルサウンドトラック  | ZMCZ-11856                              |

### インターネットラジオ
『ノーラジオ・ノーライフ ゲーマー兄弟がラジオをするそうです。』のタイトルで、2014年4月8日から毎週火曜日にHiBiKi Radio Stationより配信されていた。パーソナリティは、松岡禎丞（空 役）と茅野愛衣（白 役）。7月8日の第14回にて終了したが、7月20日に秋葉原UDX&AKIBA SQUAREの『MF文庫J 夏の学園祭2014』にて公開録音が行われ、隔週放送で復活することが発表された。復活放送は、7月29日から12月30日まで隔週火曜日に配信された。2015年3月21日に発表された第1回アニラジアワードにおいて、「RADIO OF THE YEAR 最優秀ラジオ大賞」と「BEST RETURN HOPE RADIO 復活希望ラジオ賞」を受賞した。5月12日に特別回が1カ月間配信された。2016年7月17日にEBiS303の『MF文庫J 夏の学園祭2016』にて公開録音が行われた。
2017年7月15日より劇場版アニメの上映に合わせ、同年5月19日より8月25日まで、上記と同じラジオタイトル名で復活配信をした。不定期金曜日更新。パーソナリティは松岡禎丞と、代替わりパーソナリティが各回にて担当する。（第1回：日笠陽子〈ステファニー・ドーラ 役〉、第2回・第4回・第5回：茅野愛衣、第3回：井口裕香〈クラミー・ツェル 役〉）全5回にて一区切りとして終了。
2018年3月2日劇場版パッケージ発売記念で第6回が復活配信された。また、2018年3月8日に発表された『第4回アニラジアワード』（BEST FUNNY RADIO 大笑いラジオ賞、新人の部）を受賞した。

#### コーナー
番組冒頭ゲーム対決
ラジオの冒頭にて松岡と茅野がゲーム対決し、敗者には番組中に何かを行うルール（罰ゲーム）が科せられる。
コミュ障脱却プログラム
本作の主人公である空と白は、1人ではコミュニケーションを取ることができない重度のコミュ障。そこでパーソナリティの2人が「◯◯なシチュエーションの時、どう行動すればいいですか?」というお題をリスナーから募集し、空と白のためにコミュニケーションの取り方のお手本をみせるコーナー。
茅野が小芝居を始め、小芝居を通して松岡がお題に答えようとするのが定番となっている。
ふたりの『十の盟約』
唯一神テトが作った「十の盟約」。番組でもオリジナルの『十の盟約』を作っていこうというコーナーで、リスナーがこの世界に作ってほしいルールを募集する。
番組の挨拶はこんニート、リスナーのことはノゲラーと呼ぶ、番組スタッフのことはステフと呼ぶことが決まっている。
エルキア連邦大臣求む!
作中の人類種の国であるエルキア連邦を盛り上げるべく、ラジオ版エルキア連邦の大臣を任命するコーナー。リスナーから自己推薦のメールを募集し、松岡と茅野が「あなたは○○大臣」と認定する。
『　』は二人でひとつ
作中ではいつもふたりでいる『　』（くうはく）。パーソナリティのふたりも『　』同様に息を合わせていくため、「◯◯といえば?」という質問をリスナーから募集しふたりが息を合わせて同じものを答えていくというコーナー。ふたりが答える際は「ふたりは『　』!」、質問の読み上げ、「せーの。」と掛け声を言ってから問題の答えを言う。
ノーインフォメーション・ノーライフ
ノーゲーム・ノーライフの最新情報を紹介するコーナー。

#### ラジオCD
ラジオCD「ノーラジオ・ノーライフ」Vol.1
2014年7月30日発売
新規収録 + 過去配信回収録（第1回 - 第7回）
ラジオCD「ノーラジオ・ノーライフ」Vol.2
2014年9月24日発売
公開録音回収録 + 過去配信回収録（第8回 - 第14回）
特別版ゲスト：井口裕香（クラミー・ツェル 役）
ラジオCD「ノーラジオ・ノーライフ」Vol.3
2015年2月11日発売
新規収録（DVD） + 過去配信回収録（第15回 - 第26回）

## 劇場アニメ
2016年7月に開催されたイベント「MF文庫J 夏の学園祭2016」にて劇場アニメ化が発表され、2017年7月15日に『ノーゲーム・ノーライフ ゼロ』のタイトルで公開。全国61館にてスタートし178館まで拡大、興行収入7億円（2017年9月30日時点）を突破する大ヒットを記録。日本国外でも上映が行われていた。
内容は原作小説の第6巻にあたり、6000年前の出来事を描く。

### スタッフ
- 原作・キャラクター原案 - 榎宮祐[78]
- 監督 - いしづかあつこ[78]
- 脚本 - 花田十輝[78]
- 絵コンテ - いしづかあつこ、渡邉こと乃、浅香守生、松村政輝
- 演出 - いしづかあつこ、松村政輝
- キャラクターデザイン・総作画監督 - 田﨑聡
- メカニックデザイン - 戸倉紀元
- プロップデザイン - 日向正樹
- 作画監督 - 日向正樹、田中志穂、山崎敦子、高炅楠
- 美術監督 - 岩瀬栄治[78]
- 美術設定 - 大平司[78]
- 色彩設計 - 大野春恵[78]
- CGディレクター - 鈴木正史[78]
- 撮影監督 - 川下裕樹[78]、伏原あかね[78]
- 編集 - 木村佳史子[78]
- 音響監督 - 明田川仁[78]
- 音楽 - 藤澤慶昌[78]
- 音楽プロデューサー - 若林豪
- 音楽制作 - KADOKAWA[78]
- プロデューサー - 田中翔、武石広平、南原充宏、清水美佳、金庭こず恵、吉田勇樹
- 制作プロデューサー - 中本健二
- アニメーション制作 - MADHOUSE[78]
- 製作 - ノーゲーム・ノーライフ ゼロ製作委員会[78]（KADOKAWA、フロンティアワークス、AT-X、ムービック、MADHOUSE）
- 配給 - 角川ANIMATION[78]

### 主題歌
テーマソング「THERE IS A REASON」
作詞 - 岩里祐穂 / 作曲 - ヒゲドライバー / 編曲 - 宮崎誠 / 歌 - 鈴木このみ

### 評価
BDの週間推定売上は限定版が23,193枚、通常版が4,615枚、DVDの初週推定売上は2,714枚をそれぞれ記録している。
「ニュータイプアニメアワード2016-2017」では作品賞（劇場上映）で9位、主題歌賞で「THERE IS A REASON」が10位、サウンド賞で8位、メカデザイン賞で7位をそれぞれ獲得している。

### 関連書籍
| タイトル                                      | 発売日        | ISBN              |
| --------------------------------------------- | ------------- | ----------------- |
| THE COMPLETE FILM ノーゲーム・ノーライフ ゼロ | 2018年8月25日 | 978-4-04-065000-5 |

### コラボ企画
- 「CURE MAID CAFE'」（東京都千代田区外神田）において、2017年7月7日-同月17日まで限定メニューを提供していた[83]。
- パセラにおいては2017年7月15日-同年8月6日の期間内で、秋葉原パセラ電気街店B1Fコラボカフェ「リズム」（東京都千代田区外神田）においてはコラボカフェを実施。また、パセラリゾーツ新宿靖国通り店（東京都新宿区歌舞伎町）・パセラリゾーツ池袋本店（東京都豊島区西池袋）ではコラボメニュー提供を行っている[84]。